# Abkürzungen/Luftfahrt/S–Z
Dies ist der fünfte Teil der Liste Abkürzungen/Luftfahrt.

## Liste der Abkürzungen
| Teil 1 | A                     | A |
| Teil 2 | B–D                   | B; C; D |
| Teil 3 | E–K                   | E; F; G; H; I; J; K |
| Teil 4 | L–R                   | L; M; N; O; P; Q; R |
| Teil 5 | S–Z                   | S – ( SA, SB, SC, SD, SE, SF, SG, SH, SI, SJ, SK, SL, SM, SN, SO, SP, SQ, SR, SS, ST, SU, SV, SW, SY ); T – ( TA, TB, TC, TD, TE, TF, TG, TH, TI, TJ, TK, TL, TM, TN, TO, TP, TQ, TR, TS, TT, TU, TV, TW, TX, TY, TZ ); U – ( UA, UC, UD, UF, UH, UI, UK, UL, UN, UP, UR, OS, OT, UU, UW ); V – ( VA, VB, VC, VD, VE, VF, VG, VH, VI, VL, VM, VN, VO, VP, VR, VS, VT, VV, VW, VX, VY, VZ ); W – ( WA, WB, WC, WD, WE, WF, WG, WH, WI, WK, WL, WM, WN, WO, WP, WR, WS, WT, WV, WW, WX, WY ); X – ( XB, XC, XD, XF, XH, XI, XM, XN, XO, XP, XQ, XR, XS, XT, XW, XX ); Y – ( YC, YD, YL, YR, YS, YU, YY ); Z – ( ZA, ZB, ZE, ZF, ZI, ZK, ZL, ZM, ZN, ZO, ZP, ZT, ZU, ZV, ZZ ) |
| Teil 6 | russische Abkürzungen | |
| Teil 7 | Zahlen                | Zahlen |
| Teil 7 | Anhang                | NICHT berücksichtigte Abkürzungen; Sortierkriterien |
| Teil 7 | Beispiele             | Flugplan; VFR Bulletin; METAR |

### S
(zum nächsten Buchstaben – T) ... (zum Anfang der Liste)
SA, SB, SC, SD, SE, SF, SG, SH, SI, SJ, SK, SL, SM, SN, SO, SP, SQ, SR, SS, ST, SU, SV, SW, SY
| S               | Sierra                                                                                                   | int. Buchstabieralphabet (ICAO-Alphabet) |
| S               | South; Southern Latitude                                                                                 | Süd; südlich; südliche Breite |
| S               | Straight-in                                                                                              | Direktanflug (zur Landung) |
| S               | Standby                                                                                                  | Reserve, Bereitschaft |
| S               | Sensitivity Level                                                                                        | |
| (S)             | Summer Time                                                                                              | Sommerzeit |
| SA              | Selective Availability                                                                                   | künstlich aufgeschaltete Verunschärfung des zivilen GPS-Satelliten-Signals (bis 1. Mai 2000), das verhindern soll, dass zivile Geräte zur Waffensteuerung verwendet werden können. |
| SA              | Situational Awareness                                                                                    | Situationsbewusstsein – die genaue Wahrnehmung der Faktoren und Bedingungen durch den Piloten (Flugzeugführer), die augenblicklich das sichere Führen des Flugzeuges und die Flugbesatzung beeinflussen |
| SA              | Surface Observations (Weather)                                                                           | Oberflächenbeobachtung (Wetter) – 6 Stunden Wettervorhersage für den Flughafen |
| SA              | Actual Weather                                                                                           | aktuelles Wetter (METAR) – wird alle 30 Min. aktualisiert, Voraussagezeitraum 2 Std. |
| SA              | Sand | Sandsturm (Wetterschlüssel für METAR und TAF) |
| SA              | Safety Area                                                                                              | |
| SAA             | Special Activity Airspace; Special Activity Area                                                         | z. B. Restricted-, Danger-Areas, Military Operations Areas |
| SAAAR           | Special Aircraft and Aircrew Authorization Required                                                      | |
| SAARU           | Standby Attitude Airdata Reference Unit, Secondary Attitude Airdata Reference Unit                       | (Boeing) |
| SAASCo          | South African Aviation Safety Council                                                                    | |
| SAD             | Specific Air Distance                                                                                    | spezifische Distanz gegenüber der Luft |
| SADIS           | Satellite Distribution System                                                                            | |
| SAFA            | Safety Assessment of Foreign Aircraft                                                                    | |
| SAFE            | Safety and Flight Equipment Manufacturers Association                                                    | [ 1 ] |
| SAFO            | Safety Alert for Operators                                                                               | |
| SAI             | Standby Attitude Indicator                                                                               | Reserve-Künstlicher Horizont |
| SAI ILS         | Standby Attitude Indicator – Instrument Landing System                                                   | Reserve-Künstlicher Horizont mit Anzeige für das Instrumentenlandesystem |
| SAL             | Slot Allocation List                                                                                     | |
| SALRS           | Saturated Adiabatic Lapse Rate                                                                           | siehe: Atmosphärischer Temperaturgradient |
| SALS            | Short Approach Lighting System                                                                           | spezielle Landebahnbefeuerung |
| SALSF           | Short Approach Lighting System with Sequenced Flashing Lights                                            | spezielle Landebahnbefeuerung |
| SAM             | South America                                                                                            | Südamerika (ICAO-Region) |
| SAM             | Slot Allocation Message                                                                                  | |
| SAM             | Special Air Mission                                                                                      | |
| SAME            | Senior Aviation Medical Examiner                                                                         | Arzt für Flugmedizin (Fliegerarzt) |
| SASPO           | As Soon As Possible                                                                                      | so bald wie möglich |
| SAP             | As Soon As Possible                                                                                      | so bald wie möglich |
| SAR             | Search and Rescue                                                                                        | Such- und Rettungsdienst für Flugzeuge |
| SAR             | Specific Air Range                                                                                       | die zurückgelegte Flugstrecke je Einheit Treibstoff; spezifische Reichweite gegenüber der Luft |
| SAR             | Synthetic Aperture Radar                                                                                 | abbildendes Radar – liefert eine 2-dimensionale Darstellung eines Geländesausschnittes |
| SARPs           | Standards And Recommended Practices                                                                      | Richtlinien und Empfehlungen der (der ICAO) |
| SARSAT          | Search and Rescue Satellite Aided Tracking System                                                        | COSPAS-SARSAT (siehe auch: COSPAS-SARSAT) |
| SARTIME         | Search and Rescue Time                                                                                   | (Australien) bei Flugplänen für Flüge außerhalb von kontrollierten Gebieten gibt der Pilot ein SAR-Time an; der Zeitpunkt, ab dem eine Such- und Rettungsaktion nach ihm eingeleitet werden soll, falls er nicht am Zielflugplatz ankommt                                                                                           |
| SAT             | Saturday                                                                                                 | Samstag |
| SAT             | Static Air Temperature                                                                                   | Außenlufttemperatur (statisch) (Lufttemperatur); statische Lufttemperatur |
| SAT             | South Atlantic                                                                                           | Südatlantik (ICAO-Region) |
| SATCO           | Senior Air Traffic Control Officer                                                                       | Höchster Vorgesetzter des Flugsicherungspersonals im NATO-assignierten Luftwaffenverband |
| SATCOM          | Satellite Communication                                                                                  | |
| SATCOM          | Satellite Communication System                                                                           | (Boeing 737-700/-800/-900, Boeing 747, Boeing 757, Boeing 767) |
| SATMA           | South Atlantic Monitoring Agency                                                                         | (ICAO) |
| SATS            | Small Aircraft Transportation System                                                                     | (siehe: Very Light Jet) |
| SATS            | Short Airfield for Tactical Support                                                                      | Start und Landung an Land mit den Techniken eines Flugzeugträgers zur Verkürzung der Start- und Landestrecke. So wurden mobile Flugplätze ermöglicht. Starts auf einer 220 m langen Strecke waren durch den Katapultstart möglich. In 8 s wurden die F-104 auf 360 km/h Abfluggeschwindigkeit durch den Startkatapult beschleunigt. |
| SAVASIS         | Simplified Abbreviated Visual Approach Slope Indicator                                                   | spezielle Anflugbefeuerung |
| SAWRS           | Supplementary Aviation Weather Reporting Station                                                         | spezielle Anflugbefeuerung |
| SB              | South Bound                                                                                              | in südliche Richtung fliegend |
| SB              | Service Bulletins                                                                                        | Wartungsmitteilungen (z. B. SB-Listing – Liste der Wartungsmitteilungen) |
| SB              | Start Boarding                                                                                           | mit dem Boarding beginnen |
| SB              | (russ.) Скоростной бомбардировщик, Skorostnoi Bombardirowschtschik, High Speed Bomber                    | schneller Bomber (z. B. Tupolew SB-2) |
| SBAS            | Satellite Based Augmentation System Nr.3.7.3.4                                                           | satellitenbasierte Aussendeung von Korrektursignalen zur Verbesserung der Genauigkeit von GNSS Navigation |
| SBEW            | Standard Basic Empty Weight                                                                              | |
| SBO             | Side Band Only                                                                                           | AM Suppressed Carrier (Double) Side Band modulierte Signale bei ILS-LLZ und ILS-GP zur Erzeugung der DDM im Raum |
| SBT             | Scenario Based Training                                                                                  | |
| SBT             | Simulator Based Training                                                                                 | |
| SBY             | Standby                                                                                                  | Bereitschaft, Reserve |
| S/C             | Step Climb                                                                                               | Zwischensteigflug (der Flug beginnt mit der anfänglichen Reiseflughöhe INIT FL) |
| SC              | Stratocumulus                                                                                            | Stratocumuluswolken |
| SC              | Small circle                                                                                             | Kleinkreis |
| SCA             | Southern Control Area                                                                                    | |
| SCAP            | Standard Computerized Aircraft Performance                                                               | |
| SCATANA         | Security Control of Air Traffic and Navigation Aids                                                      | |
| SCD             | Side Cargo Door (Cargo Code)                                                                             | seitliche Frachttür |
| SCH             | Schedule Change                                                                                          | Flugplanzeit geändert |
| SCHED           | Scheduled Services                                                                                       | |
| SCID            | Signal Collection/Tail ID Card                                                                           | (Boeing) |
| SCID            | Software Identification Number                                                                           | |
| ScOACC          | Scottish and Oceanic Area Control Centre                                                                 | |
| SCOB            | Scattered Clouds or Better Approaches                                                                    | |
| SCP             | Stretcher                                                                                                | Krankentransporttrage (Passagierinformation) |
| SCR             | Sterile Cockpit Rule                                                                                     | Sterile Cockpit Rule |
| SCT             | Scattered                                                                                                | Aufgelockerte Bewölkung (1/8 – 4/8), auch (3/8 – 4/8), falls für (1/8 – 2/8) die Abkürzung FEW benutzt wird; Wolkendecke nicht geschlossen (Bedeckungsgrad) |
| SCTD            | Scattered                                                                                                | Aufgelockerte Bewölkung (3/8 – 4/8) |
| SCU             | Starter Converter Unit                                                                                   | z. B. APU SCU (Boeing 737) |
| SD              | Special Designator                                                                                       | |
| SD              | Spacial Disorientation                                                                                   | räumliche Desorientierung |
| SD              | Radar Weather Report                                                                                     | |
| S/D             | Stepdescent                                                                                              | Zwischensinkflug |
| S/D             | Shutdown                                                                                                 | Abstellen der Triebwerke |
| S/D             | Seadrome                                                                                                 | Wasserflugplatz |
| S&D             | Schedulers & Dispatchers                                                                                 | siehe: Flugdienstberater |
| SDAC            | System Data Acquisition Monitor                                                                          | siehe: ECAM |
| SDBY            | Standby                                                                                                  | Bereitschaft, Reserve |
| SDD             | Synthetic Dynamic Display                                                                                | |
| SDF             | Simplified Directional Facility (USA)                                                                    | |
| SDI             | Source/Destination Identifier                                                                            | (Boeing 747) |
| SDL             | Software Data Loader                                                                                     | (Boeing 747) |
| SDRL            | Supplier Data Requirements List                                                                          | (Boeing 747) |
| SDU             | Satellite Communication System Data Unit                                                                 | (Boeing) |
| SDU             | Satellite Data Unit                                                                                      | (Boeing) |
| SE              | Southeast                                                                                                | Südost (Himmelsrichtung) |
| SE; S/E         | Single Engine                                                                                            | einmotorig |
| SEAD            | Suppression of Enemy Air Defenses                                                                        | Flugabwehrbekämpfung |
| SEB             | Southeast Bound                                                                                          | nach Südosten fliegend |
| SEC             | Seconds                                                                                                  | Sekunden |
| SEC             | Spoiler / Elevator Computer                                                                              | Rechner für Höhenruder und Spoiler |
| SEC             | Sector                                                                                                   | Abschnitt |
| SECT            | Sector, Section                                                                                          | Abschnitt |
| SFAR            | Special Federal Aviation Regulation, Special FAR                                                         | (von der Federal Aviation Administration – FAA – herausgegeben) |
| SEIFR           | Single Engine IFR                                                                                        | US-Vorschriften für den gewerblichen Instrumentenflug mit einmotorigen Flugzeugen |
| SEL             | Select; Selector                                                                                         | Wählen, Wähler, auswählen (z. B. HDG SEL – ein Modus am Autopiloten) |
| SEL             | Sound Exposure Level                                                                                     | Lärmbelastung an Flughäfen |
| SEL             | Selected                                                                                                 | ausgewählt – Selected Air Temperature (MAX SEL – Derating – Reduzierung der Triebwerksleistung für den Start) |
| SEL TEMP        | Selected Temperature                                                                                     | ausgewählt – Selected Air Temperature (Derating – Reduzierung der Triebwerksleistung für den Start) – auch: Assumed Temperatur – ASS TEMP |
| SELCAL          | Selective Calling System                                                                                 | Selektivrufsystem |
| SEN             | Sensor                                                                                                   | Messfühler |
| SENS            | Sensitivity                                                                                              | Empfindlichkeit |
| SEP             | September                                                                                                | September |
| SEP             | Specific Excessive Power                                                                                 | |
| SEP             | Single Engine Piston                                                                                     | eine Kategorie bei Leichtflugzeugen |
| SER             | Stop End of Runway                                                                                       | |
| SER             | Service                                                                                                  | Dienst |
| SERV            | Service                                                                                                  | Dienst, Wartung |
| SES             | Single European Sky                                                                                      | |
| SESAR           | Single European Sky ATM Research                                                                         | Luftverkehrs- und Managementsystem (von Eurocontrol geleitet; von der Europäischen Kommission konzipiert) |
| SETAC           | Sectorized TACAN                                                                                         | |
| SEU             | Seat Electronic Unit                                                                                     | |
| SEV             | Severe                                                                                                   | schwere (z. B. Böen oder Vereisung) |
| SF              | Shear Force                                                                                              | Scherkraft |
| SFA             | Single Frequency Approach                                                                                | für einsitzige Militärjets – Anflug und Landung nur auf einer Frequenz (im DOD FLIP IFR verzeichnet) |
| SFAR            | Special Federal Aviation Regulation                                                                      | (der FAA) |
| SFC             | Surface                                                                                                  | Boden; Bodenhöhe; Höhe über Boden; Fläche; Oberfläche |
| SFC             | Specific Fuel Consumption                                                                                | spezifischer Treibstoffverbrauch (je Stunde); bezieht sich auf die Kraft (Power) – im Gegensatz zu Thrust Specific Fuel Consumption (TSFC) – der schubspezifische Kraftstoffverbrauch; Kraftstoffdurchfluss je Pferdestärke (FF/HP) – Einheit: z. B. lbs Treibstoff/Stunde/PS                                                       |
| SFDR            | Standard Flight Data Recorder                                                                            | Version des Flight Data Recorder – FDR – Flugdatenschreiber |
| SFE             | Synthetic Flight Examiner                                                                                | |
| SFE             | Seller Furnished Equipment                                                                               | (Boeing) |
| SFENA           | Société Française d’Equipements pour la Navigation Aérienne                                              | ein Hersteller von Flugzeugausrüstungen |
| SFI             | Synthetic Flight Instructor                                                                              | |
| SFI/SFE         | Synthetic Flight Instructor/Examiner                                                                     | |
| SFL             | Sequenced Flashing Lights                                                                                | Lauflichtbefeuerung |
| SFML            | Sea Food Meal (Catering Code)                                                                            | Meeresfrüchteessen (Fisch) – siehe: Flugzeugessen |
| SFMOH           | Since Factory Motor Overhaul                                                                             | Betriebszeit seit Werksüberholung des Motors |
| SFO             | Simulated Flameout                                                                                       | Übung bei Militärjets, Landung mit Leerlaufschub (idel thrust) |
| SFO             | Senior First Officer                                                                                     | Erster Offizier; Dienstgradabzeichen der Cockpit-Besatzung (Piloten) bei der Deutschen Lufthansa |
| SFO             | Since Factory Overhaul                                                                                   | |
| SFREM           | Since Factory Remanufactured Engine                                                                      | |
| SFRM            | Since Factory Remanufactured Engine                                                                      | |
| SFROH           | Since Frame Overhaul                                                                                     | Betriebszeit seit Zellenüberholung |
| SFT/WET         | Soft when Wet                                                                                            | weicher Untergrund bei Nässe |
| SG              | Snow Grains                                                                                              | Schneekörner (Wetterschlüssel für METAR und TAF) |
| SG              | Symbol Generator                                                                                         | (Boeing 747) |
| SGC             | Slaved Gyro Compass                                                                                      | |
| SGHA            | Standard Ground Handling Agreement                                                                       | |
| SGL             | Signal                                                                                                   | |
| SGML            | Standard Generalized Markup Language                                                                     | in diesem Format liegen die Rohdaten die Master Minimum Equipment List – MMEL – und das Aircraft Maintenance Manuals – AMM – von Airbus und Boeing vor |
| SH              | Showers                                                                                                  | Schauer (Wetterschlüssel für METAR und TAF) |
| SH              | Simulator Hours                                                                                          | Simulatorstunden |
| SHF             | Super high Frequency Art. 2, Sec.1, 2.1                                                                  | Frequenzbereich zwischen 300 MHz bis 3 000 MHz, Decimetric waves, (dt. Zentimeterwelle) |
| SHF             | Single Heading Flight                                                                                    | |
| SHLDR           | Shoulder                                                                                                 | Randbefestigung (der Rollbahn, Startbahn) |
| SHOTS           | Since Hot Section Inspektion                                                                             | Betriebszeit seit Heißteildurchsicht (der Turbine) |
| SHP             | Shaft Horse Power                                                                                        | Wellen-PS (Leistung an der Propellerwelle) – siehe: Pferdestärke (praktisch identisch mit Brake Horse Power – BHP; BHP betont die Methode der Kraftbestimmung, SHP betont die Größe der Kraft an der Welle) |
| SHV             | | Schweizerischer Hängegleiter-Verband |
| SI              | Straight-In-Approach                                                                                     | Direkt-Anflug |
| SI              | Supplementary Information                                                                                | zusätzliche Erläuterung |
| SI              | Special Instructions                                                                                     | |
| SIA             | Standard Instrument Approach                                                                             | Standard Instrumenten-Anflug |
| SIA             | Service de l’information aéronautique                                                                    | Fluginformationsdienst (Frankreich) |
| SIAP            | Standard Instrument Approach Procedure                                                                   | Standard Instrumenten-Anflugverfahren |
| SIBT            | Scheduled In-Block Time                                                                                  | |
| SIC             | Second in Command                                                                                        | (Pilot) zweiter Kommandant; falls zwei Kapitäne an Bord sind, ist der eine Pilot on Command (PIC) und der andere Second in command (SIC) |
| SID             | Standard Instrument Departure, Standard Instrument Departure Route                                       | Standard-Instrumenten-Abflugverfahren von einem Flughafen |
| SIDA            | Security Identification Display Area                                                                     | |
| SIF             | Selective Identification Feature                                                                         | selektives Kennungssystem für Erkennung durch Freund-Feind-Erkennungssystem (IFF) |
| SIFF            | Successor IFF                                                                                            | |
| SIG             | Significant                                                                                              | bedeutsam; signifikant |
| SIGMET          | Significant Meteorological Information                                                                   | wesentliche meteorologische Wetterdaten – Information bezüglich Wettererscheinungen auf der Flugstrecke, die die Sicherheit des Flugbetriebs beeinträchtigen können |
| SIGWX (SigWX)   | Significant Weather Chart                                                                                | bedeutsame Wettererscheinungen |
| SIL             | Service Information Letter                                                                               | Wartungsrundschreiben |
| SIL             | Safety Integrity Level                                                                                   | |
| SIMMOD          | The Airspace and Airport Simulation Model                                                                | |
| SIMUL           | Simultaneously                                                                                           | gleichzeitig |
| SIP             | Slot Improvement Proposal Message                                                                        | |
| SIS             | Service Interphone System                                                                                | |
| SIS             | Safety Instrumented System                                                                               | (Flugsicherheit) |
| SIT             | Slot Issue Time                                                                                          | |
| SITA            | Société Internationale de Télécommunication Aéronautique                                                 | Telex-System der Fluggesellschaften; führender Dienstleister im Informations- und Telekommunikations-Bereich der Luftfahrtindustrie und betreibt z. B. ein weltweites Datennetz, über das Firmen wie Lufthansa ihren Datenaustausch regeln können.                                                                                  |
| SITA TMI        | Société Internationale de Télécommunications Aéronautiques Track Message Ident number                    | |
| SIWL            | Single Isolated Wheel Load                                                                               | Vergleichbare Einzelradlast |
| SJ              | Small Jet                                                                                                | |
| SKC             | Sky Clear                                                                                                | Himmel klar |
| SKD             | Schedule; Scheduled                                                                                      | Planmäßig |
| SKE             | Station Keeping Equipment                                                                                | Instrument, dass einen Formationsflug auch bei schlechten Sichtbedingungen erlaubt |
| SKED            | Schedule; Scheduled                                                                                      | Planmäßig |
| SKP             | Startkontrollpunkt                                                                                       | auf unkontrollierten Plätzen meist Fahrzeug, in dem der Flugleiter sitzt (heute kaum noch benutzt) |
| SKYDVNG         | Skydiving                                                                                                | Fallschirmspringen |
| SL              | Sea Level                                                                                                | Meereshöhe |
| S/L             | Runway                                                                                                   | Start- und Landebahn |
| SLAP            | Slot Allocation Procedure                                                                                | Zeitraster-Zuweisungsverfahren |
| SLAR            | Side-Looking-Airborne-Radar                                                                              | Radar – seitlich zur Flugrichtung |
| Slat            | (eigentlich keine Abkürzung)                                                                             | Vorflügelklappe |
| SLB             | Runway                                                                                                   | Start- und Landebahn |
| SLB             | Slender Body                                                                                             | |
| SLC             | Slot Cancellation Message                                                                                | |
| SLC             | Safety Life Cycle                                                                                        | |
| SLCTD           | Selected                                                                                                 | |
| SLCTR           | Selector                                                                                                 | |
| SLDI            | Sector List Drop Interval                                                                                | |
| SLF             | | Sitzladefaktor |
| SLFPM           | Sea Level Feet per Minute                                                                                | Druckänderungsrate in Meereshöhenfuß pro Minute (1 SLFPM ist rund -0,036621555 mbar/min) |
| SLIR            | Sideways Looking Infrared (Sensor)                                                                       | zur Seite blickender Infrarot-Sensor (siehe auch: FLIR – Forward Looking Infrared (Sensor) – in Flugrichtung blickender Infrarot-Sensor; DLIR – Downward Looking Infrared – nach unten blickender Infrarot-Sensor) |
| SLOP            | Strategical Lateral Offset Procedure                                                                     | Verfahren, welches es dem Piloten erlaubt, beim Navigieren entlang einer zugewiesenen Route einen parallelen Versatz von 1NM oder 2NM zu fliegen z. B. im MNPS-Luftraum |
| Slot            | Slot (Luftfahrt)                                                                                         | Definiertes Zeitfenster zu dem eine Fluggesellschaft die Start- bzw. Landebahn eines Flughafens nutzen darf |
| SLP             | Speed Limit Point                                                                                        | Geschwindigkeitsbegrenzungspunkt – ab diesem Punkt (z. B. Jeppesen-Anflugkarten) gelten Geschwindigkeitsbegrenzungen im Anflug |
| SLP             | Mean Sea Level Pressure                                                                                  | die letzten 3 Ziffern des Drucks auf Meereshöhe (USA – z. B. SLP 134 = 1013,4 hPa) |
| SLP             | | Sonderlandeplatz (für besondere Zwecke, z. B. UL-SLP) |
| SLP             | Slopes                                                                                                   | Neigung |
| SLPS            | Slopes                                                                                                   | Neigung |
| SLR             | Specific Long Range (Operations)                                                                         | |
| S-LSA           | Special Light-Sport Aircraft                                                                             | leichtes Spezial-Sportflugzeug – eine Kategorie von Leichtflugzeugen |
| SLST            | Sea Level Static Thrust                                                                                  | |
| SLV             | Statens Luftfartsvaesen (DK); Statens Luftfartsvæsen; Danish Civil Aviation Authority                    | Luftfahrtbehörde Dänemark |
| SLW             | Slow | langsam |
| SLW             | | Seitenleitwerk |
| SM              | Statute mile                                                                                             | Landmeile (1 SM = 1,609 km) |
| SM              | smale | klein |
| SM              | Static Margin                                                                                            | |
| SMAC            | Standard Maneuvers and Configurations                                                                    | |
| SMB             | Side Marker Board                                                                                        | |
| SMC             | Surface Movement Control                                                                                 | Bodenbewegungskontrolle |
| SMGCS           | Surface Movement Guidance Control System                                                                 | Vorläufer des A-SMGCS (ausgesprochen: smigs) |
| SMM             | Safety Management Manual                                                                                 | Sommer |
| SMM             | Slot Missed Message                                                                                      | Sommer |
| SMMRS           | Summers                                                                                                  | Sommer |
| SMOH            | Since Motor Overhaul; Since Major Overhaul                                                               | Seit Motor- /Generalüberholung |
| SMR             | Surface Movement Radar                                                                                   | Bodenbewegungsradar; siehe Bodenradar (Flugsicherung) |
| SMS             | Safety Management System                                                                                 | |
| SMS             | Stores Management System                                                                                 | (F-18 Fighter Cockpit: Waffenkontrolle) |
| SMYD            | Stall Management Yaw Damper (Computer)                                                                   | |
| SN              | Snow | Schnee (Wetterschlüssel für METAR und TAF) |
| SN              | System Strategic Navigation                                                                              | |
| S/N             | signal to Noise Ratio                                                                                    | |
| S/N             | Serial Number                                                                                            | Seriennummer |
| SNBNK           | Snowbank                                                                                                 | Schneewehe (durch Wind oder Schneepflug) |
| Snecma          | Société Nationale d’Etudes et de Constructions de Moteurs d’Aviation                                     | französischer Triebwerkshersteller |
| SNGL            | Single                                                                                                   | einzeln |
| S/No            | Serial Number                                                                                            | Seriennummer |
| SNS             | since | seit |
| SNR             | Sensor                                                                                                   | Sensor |
| SNSR            | Sensor                                                                                                   | Sensor |
| SNSTV           | Sensitive                                                                                                | empfindlich |
| SNOWTAM         | Snow Notam                                                                                               | Information über gefährlicher Zustände, verursacht durch Schnee, Eis, Schneematsch oder stehendes Wasser auf der Bewegungsfläche |
| SO              | Second Officer                                                                                           | 2. Offizier; Dienstgradabzeichen der Cockpit-Besatzung (Piloten) bei der Deutschen Lufthansa – in den ersten drei Monaten nach Erwerb der ATPL – wird durch einen First Officer überwacht |
| SO              | Standards Office (EUROCONTROL)                                                                           | |
| SO              | Supercharged/(Horizontally) Opposed                                                                      | Boxermotor mit einem vom Motor angetriebenen Lader (Kompressor) (Teil der Typenbezeichnung bei Flugmotoren) |
| SOBT            | Scheduled Off Block Time                                                                                 | geplante „off-block“ Zeit |
| SOC             | Start of Climb (at Missed Approach)                                                                      | Beginn des Steigflugs (am Fehlanflugpunkt) |
| SOC             | Sector Operations Center                                                                                 | |
| SOCC            | Sector Operations Control Center                                                                         | |
| SODA            | Statement of Demonstrated Ability                                                                        | |
| SODALS          | Simplified Omnidirectional Approach Lightning System                                                     | |
| SOE             | Supervised Operating Experience                                                                          | gesammelte Betriebserfahrung unter Aufsicht und Anleitung |
| SOF             | Supervisor of Flying                                                                                     | Flugdienstleiter |
| SOHC            | Single Overhead Camshaft                                                                                 | einzelne obenliegende Nockenwelle – für obengesteuertes Ventil |
| SOIA            | Simultaneous Offset Instrument Approach (USA)                                                            | simultaneous ILS PRM and LDA PRM approaches |
| SOIR            | Simultaneous Operations on Intersecting Runways; Simultaneous Operations on Parallel (or Nearby) Runways | Simultanbetrieb auf sich kreuzenden Start- und Landebahnen – erfordert evtl. „Land and hold short operations“ (LAHSO) |
| SOL             | Solenoid                                                                                                 | Elektromagnet, Zylinderspule |
| SOP             | Standard Operating Procedure; Standing Operating Procedures                                              | Standard Betriebsverfahren |
| SOP             | Standard Option Pin                                                                                      | |
| SOPA            | Standard Operating Procedures Amplified                                                                  | |
| SOPRV           | Shut-Off and Pressure Regulator Valve                                                                    | (am Triebwerk) |
| SOR             | State of Readiness                                                                                       | |
| SOS             | International Distress Signal                                                                            | internationales Notrufzeichen (siehe: Morsecode#SOS; Notruf) |
| SOS             | Special Operations Squadron (USAF)                                                                       | |
| SOTA            | Shannon Oceanic Transition Area                                                                          | Übergangsgebiet zum Nordatlantik Track System (NAT) |
| SOTEIRA         | keine Abkürzung, sondern der Name einer Göttin                                                           | System zur Rettung von Piloten mit Hilfe einer Festbrennstoffrakete |
| SOTMV           | Shut-Off and Temperature Modulating Valve                                                                | (am Triebwerk) |
| SOV             | Shut Off Valve                                                                                           | Abschaltventil |
| SovAF           | Soviet Air Force                                                                                         | Luftstreitkräfte der Sowjetunion (jetzt: Russische Luftstreitkräfte) |
| SP              | Single Pilot                                                                                             | Einmann-Besatzung |
| SP              | Speed | Geschwindigkeit |
| SP              | Special Performance                                                                                      | z. B. Raytheon Hawker 800 SP |
| SP              | Space | Leerzeichen (eine Taste an der Control and Display Unit) |
| SPA             | Single Pilot Aeroplan                                                                                    | Flugzeug für Einmann-Besatzung |
| SPA             | Slot Improvement Proposal Acceptance Message                                                             | |
| SPD             | Special Forecast                                                                                         | ausgewählte Sonderwettermeldung für die Luftfahrt |
| SPD             | Speed | Geschwindigkeit |
| SPDBRK          | Speedbrake                                                                                               | Luftbremse |
| SPD PRF         | Speed Profile                                                                                            | Geschwindigkeits-Profil (am Autopiloten: Sink- oder Steigflug mit konstanter Geschwindigkeit) |
| SPD INTV        | Speed Intervention                                                                                       | |
| SPEC            | Special                                                                                                  | speziell |
| SPECI           | Special Forecast, Special Weather Report, Aviation Selected Special Weather Report                       | ausgewählte Sonderwettermeldung für die Luftfahrt |
| SPF             | Scratch Pad Field                                                                                        | Schreibfeld (an der Central Display Unit – CDU) |
| SPH             | Single Pilot Helicopter                                                                                  | Hubschrauber für Einmann-Besatzung |
| SPI             | Safety Performance Indicator                                                                             | Statistischer Wert |
| SPL             | Speed | Geschwindigkeit |
| SPL             | Sport Pilot Licence                                                                                      | Sportpilotenlizenz für Ultralight/Fallschirme |
| SPL             | Supplementary Flight Plan Message                                                                        | Flugplanergänzungsmeldung |
| SPL             | System Flight Plan                                                                                       | |
| SPM             | Surface Posion Monitor                                                                                   | |
| SPML            | Special Meal (Catering Code)                                                                             | bestelltes Spezialessen für Passagiere (z. B. koscher) – siehe: Flugzeugessen |
| SPO             | Short Period Oscillation                                                                                 | Modus möglicher Drehschwingungen um eine Flugzeugachse |
| SPOC            | Search and Rescue Point of Contact                                                                       | Such- und Rettungsdienst Kontaktstelle |
| SPOH            | Since Prop Overhaul                                                                                      | |
| SPR             | Speaker                                                                                                  | Lautsprecher |
| SPS             | Standard Positioning Service (GPS)                                                                       | Teil des Global Positioning System (GPS) – Genauigkeit: 100 m horizontal, 156 m vertikal – ungenauer, als der Precise Positioning Service (PPS); wird durch WAAS verbessert |
| SPS             | Standard Pressure Setting                                                                                | Standardeinstellung am Höhenmesser – 1013 hPa – siehe: Luftdruckmessung in der Luftfahrt |
| SPS             | Samples per Second                                                                                       | (Boeing 747) |
| SPWR            | Specially Prepared Winter Runway                                                                         | |
| SQ              | Squall                                                                                                   | Böen (Wetterschlüssel für METAR und TAF) |
| SQ              | Squelch                                                                                                  | Rauschsperre/Empfindlichkeit (Funkgerät) |
| SQ              | Squawk                                                                                                   | Transpondercode; Transpondereinstellung; Transponder ist einzustellen auf folgenden Code … (z. B. Squawk 7400) |
| SQ              | Square                                                                                                   | Quadrat |
| SQ              | Squadron                                                                                                 | Staffel |
| SQL             | Squall Line                                                                                              | Böenlinie |
| SQL             | Squelch                                                                                                  | Rauschsperre, Rauschunterdrückung |
| Squawk          | Activate Transponder Code                                                                                | Transpondercode |
| SR              | Sunrise                                                                                                  | Sonnenaufgang – z. B. SS+30 TILL SR-30 |
| SR              | Service Request                                                                                          | Wartungs-Anforderung |
| SR              | Special Regulations                                                                                      | |
| SR              | Specific Range                                                                                           | spezifische Reichweite gegenüber dem Boden |
| SRA             | Surveillance Radar Approach                                                                              | Rundsichtradaranflug |
| SRA             | Special Rules Area                                                                                       | |
| SRA             | Solar Radiation Alert                                                                                    | |
| SRE             | Surveillance Radar Element Of GCA; Surveillance Radar Element Of PAR-System                              | Rundsichtradarteil für GCA; Rundsichtradarteil für PAR-System |
| SRF             | Scientific Research Facility                                                                             | wissenschaftliche Forschungseinrichtung im Zentrum für Flugsimulation Berlin GmbH – im Institut für Luft- und Raumfahrt an der Technischen Universität Berlin |
| SRG             | Short Range                                                                                              | Kleine Reichweite |
| SRG             | Safety Regulation Group                                                                                  | (der Civil Aviation Authority – CAA/SRG) |
| SRIA            | Strategic Research and Innovation Agenda                                                                 | |
| SRJ             | Slot Improvement Proposal Rejection Message                                                              | |
| SRM             | Structural Repair Manual                                                                                 | Reparaturvorschrift für die Flugzeugstruktur |
| SRM             | Stab Trim Rudder, Stabilizer Trim/Rudder Ratio Module                                                    | Stabilisierung des Trimmruders (erfolgt durch den Ratio Modul Computer an der B-747) |
| SRM             | Single Pilot Resource Management                                                                         | (siehe: Crew Resource Management) |
| SRM             | Slot Revision Message                                                                                    | |
| SROB            | Short Range Omnidirectional Beacon                                                                       | |
| SRR             | Search And Rescue Region                                                                                 | Such- und Rettungsgebiet (Search and Rescue) |
| SRRNDS          | Surrounds                                                                                                | umgibt |
| SRS             | Speed Reference System                                                                                   | |
| SRS             | Standard Routeing Scheme                                                                                 | andere Bezeichnung für RAD, TOS |
| SR-SS           | Sunrise to Sunset                                                                                        | Sonnenaufgang bis Sonnenuntergang |
| SRU             | Shop Replaceable Unit                                                                                    | Wechseleinheit (zum Wechseln in der Werkstatt – im Gegensatz zur Line Replaceable Unit – LRU) |
| SRY             | Secondary                                                                                                | zweitrangig; Zweit-… |
| SRZ             | Special Radar Zone                                                                                       | |
| SRZ             | Surveillance Radar Zone                                                                                  | Rundumsichtradarzone |
| SS              | Sandstorm                                                                                                | Sandsturm (Wetterschlüssel für METAR und TAF) |
| SS              | Sliding Scale                                                                                            | |
| SS              | Single Shot                                                                                              | |
| SS              | Sector Supervisor                                                                                        | |
| SS              | Sunset                                                                                                   | Sonnenuntergang |
| SS              | Single Seat                                                                                              | Einsitzer |
| SS              | Slow Slew                                                                                                | langsame Änderungsgeschwindigkeit (z. B. SS an der Uhr im Cockpit – bei der Einstellung des aktuellen Datums) |
| SS+30           | 30 Minutes after Sunset                                                                                  | 30 Minuten nach Sonnenuntergang |
| SSA             | Sector Safe Altitude                                                                                     | die verwendete MSA des Kontrollsektors einschließlich Gleitpfad im Terminalbereich |
| SSAL            | Simplified Short Approach Lightning System                                                               | spezielle Landebahnbefeuerung |
| SSALF           | Simplified Short Approach Lightning System with sequenced flashing light                                 | spezielle Landebahnbefeuerung |
| SSALR           | Simplified Short Approach Lightning System with RAIL                                                     | spezielle Landebahnbefeuerung |
| SSALS           | Simplified Short Approach Lightning System, Simplified SALS                                              | spezielle Landebahnbefeuerung |
| SSALSF          | SSALS with SFL, Simplified Short Approach Lightning System with sequenced flashing light                 | spezielle Landebahnbefeuerung |
| SSALSR          | SSALS with RAIL, Simplified Short Approach Light System with Runway Alignment Indicator Lights           | spezielle Landebahnbefeuerung |
| SSB             | Single Side Band                                                                                         | Einseitenbandmodulation |
| SSB             | Split System Breaker                                                                                     | trennt das linke (Bus 1 und 2) und rechte (Bus 3 und 4) elektrische System voneinander – Boeing 747 |
| SSCVR           | Solid-State Cockpit Voice Recorder                                                                       | (1992 – 30 min; 1995 – 2 h; keine beweglichen Teile, sondern nur Speicherchips) |
| SSDFR           | Solid State Digital Flight Recorder, Solid State DFR                                                     | Flugschreiber ohne bewegliche Teile, nur mit Speicherchips |
| SSE             | South-southeast                                                                                          | Südsüdost (Himmelsrichtung) |
| SSE             | Simple Single Engine (UK)                                                                                | (bis 2 t) die britische NPPL-Lizenz (National Private Pilot’s Licence) berechtigt zum Fliegen dieser Flugzeuge |
| SSFDR           | Solid-State Flight Data Recorder                                                                         | (Fairchild SSFDR model F1000 – 1990; keine beweglichen Teile, sondern nur Speicherchips) |
| SSIM            | Standard Schedules Information Manual                                                                    | definiert Kommunikationsformate mit denen Flugplan-Informationen ausgetauscht werden; erscheint zwei Mal im Jahr |
| SSJ             | Suchoi Superjet 100                                                                                      | ursprünglich als Russian Regional Jet (RRJ) bezeichnet |
| SSL             | Standard Sea Level                                                                                       | Standardbedingungen der Atmosphäre auf Meereshöhe |
| SSM             | Standard Schedules Message                                                                               | Telex Format um periodenbasierte Änderungen an Flugplänen auszutauschen; wird im SSIM definiert; |
| SSM             | Standard Specifications Manual                                                                           | |
| SSM             | System Surveillance and Maintenance                                                                      | |
| SSM             | Sign Status Matrix                                                                                       | |
| SS M            | Slow Slew – Month                                                                                        | langsame Änderungsgeschwindigkeit – Monat (siehe: SS – Slow Slew) |
| SSP             | State Safet Programme                                                                                    | Staatliches Sicherheitsprogramm (siehe: Safety Management System) |
| SSP             | Source Selector Panel                                                                                    | |
| SSR             | Secondary Surveillance Radar                                                                             | Rundsicht-Sekundärradar; Sekundärradar |
| SSR             | Special Service Request                                                                                  | Extraservice – mit näherer Beschreibung (Passagier) |
| SST             | Supersonic Transport                                                                                     | Überschallbeförderung |
| SSTOL           | Super Short Take Off And Landing                                                                         | Super-Kurzstart und -kurzlandung |
| SSTP            | Sidestep                                                                                                 | |
| SSV             | Standard Service Volumes                                                                                 | Nutzungsräume für VOR |
| SSV             | Static Source Valve                                                                                      | |
| SSW             | South-southwest                                                                                          | Südsüdwest (Himmelsrichtung) |
| ST              | Stratus                                                                                                  | Stratuswolke |
| STA             | Scheduled Time Of Arrival (Aircraft on Block)                                                            | planmäßige Ankunftszeit (Flugzeug an der Parkposition) |
| STA             | Station                                                                                                  | (Abschnitt im Flugzeug) |
| STA             | Supplemental Type Approval                                                                               | (Kanada) |
| STA             | Straight In Approach                                                                                     | Geradeausanflug |
| STA             | Security Threat Assessment                                                                               | |
| STAB            | Stabilizer                                                                                               | (Höhenruder) |
| STAB            | Stabilization                                                                                            | Knopf um die Stabilisierung der in der Flugzeugnase eingebauten Radarantenne einzuschalten – so wird die störende Schwankung in der Vertikalauslenkung (im Kurvenflug, Steigflug, Turbulenzen) der horizontal hin und her schwenkenden Antenne mittels Gyroskop ausgeglichen                                                        |
| STANAG          | Standardization Agreement                                                                                | |
| STAR            | Standard Arrival Route                                                                                   | Standardanflugstrecke |
| STARS           | Standard Terminal Automation Replacement System                                                          | |
| STAT            | Status                                                                                                   | Zustand |
| STBY            | Standby                                                                                                  | Bereitschaft, Reserve |
| STC             | Supplemental Type Certificate (FAA)                                                                      | Typenzulassung für Änderungen oder Zusatzausrüstung des Luftfahrzeuges |
| STC             | Sensitive Time Control, Sensitivity Time Control                                                         | |
| STCA            | Supplemental Type Certificate                                                                            | (Kanada) |
| STCA            | Short Term Conflict Alert (System)                                                                       | Annäherungs-Warnsystem; Kollisionswarnsystem für Fluglotsen (45–60 s; 5 NM Entfernung; 300 ft Höhendifferenz), basiert auf der Sekundärradar-Zielverfolgung |
| STCM            | Stabilizer Trim Control Module                                                                           | (Boeing 747) |
| STD             | Standard (altimeter setting)                                                                             | Standard (Höhenmessereinstellung); Luftdruckeinstellung am Höhenmesser – 1013,25 hPa (siehe Flughöhe); standard; normal |
| STD             | Standard                                                                                                 | Standard |
| STD             | Scheduled Time of Departure (Aircraft of Block)                                                          | planmäßige Abflugzeit (Flugzeug rollt von der Parkposition los) |
| STD             | Synthetic Training Device                                                                                | synthetischen Flugübungsgeräten (siehe Flight and Navigation Procedures Trainer) |
| STDNT           | Student                                                                                                  | Flugschüler |
| STF             | Stratiform                                                                                               | Stratuswolken-artig |
| STJ             | Subtropical Jet                                                                                          | Subtropenjetstream; subtropischer Jetstream |
| STN             | Station                                                                                                  | Station |
| STNBY           | Standby                                                                                                  | Bereitschaft, Reserve |
| STNR            | Stationary                                                                                               | stationär; gleichbleibend; ortsfest |
| STOBAR          | Short Take-Off – But Arrested Recovery                                                                   | katapultunterstützter Start (Flugzeugträger) – siehe: Katapultstart und Flugzeugkatapult |
| STOL            | Short Take Off And Landing                                                                               | Kurzstart und Kurzlandung siehe: VTOL |
| STOPS           | Standard Operations                                                                                      | |
| STOVL           | Short Take-Off and Vertical Landing                                                                      | Kurzstart und vertikale Landung; siehe: VTOL |
| STPWY           | Stopway                                                                                                  | |
| STR             | Strobe Light                                                                                             | Blitzlicht am Flugzeug (Positionslicht) |
| STR             | Straight                                                                                                 | Str. Ahead – geradeaus |
| STRG            | Steering                                                                                                 | Steuerung, Lenkung |
| STRGHT          | Straight                                                                                                 | gerade; direkt |
| STS             | Status                                                                                                   | Vorrangbehandlung, Zustand |
| STS             | System Status                                                                                            | Systemzustand |
| STS             | Status Indicator                                                                                         | |
| STS             | Reasons for Specific Handling                                                                            | im Flugplan angegeben – z. B. STS/EMER – Notfall; STS/HEAD – Staatsoberhaupt; STS/HOSP – Krankenhausflug; STS/HUM – humanitärer Flug; |
| STS             | Space Transportation System                                                                              | offizieller Name für das Space Shuttle Programm |
| STU             | Student (Pilot)                                                                                          | Flugschüler |
| STW             | Slot Tolerance Window                                                                                    | |
| STWL            | Stopway Lights                                                                                           | |
| S/U             | Startup                                                                                                  | Anlassen der Triebwerke |
| SUA             | Special Use Airspace                                                                                     | Flugbeschränkungsgebiet; Luftraum zur besonderen Verwendung (z. B. Kontrollzonen oder militärisches Übungsgebiet) |
| SUAS            | Special Use Airspace                                                                                     | Flugbeschränkungsgebiet; Luftraum zur besonderen Verwendung (z. B. Kontrollzonen oder militärisches Übungsgebiet) |
| SUAV(E)         | Strategic Unmanned Air Vehicle (Experimental)                                                            | |
| SUBJ            | Subject to                                                                                               | unterliegen der … |
| SUC             | Start Up Controller                                                                                      | |
| SUC             | Start Up Clearance                                                                                       | |
| SUM             | Summer period (Central European Summer Time)                                                             | Sommerperiode (Mitteleuropäische Sommerzeit) |
| SUN             | Sunday                                                                                                   | Sonntag |
| SUP             | Supplement                                                                                               | Ergänzung (z. B. AIP SUPs) |
| SUP             | Supervisor                                                                                               | |
| SUP             | Supply                                                                                                   | Versorgung |
| SUPP            | Supplementary                                                                                            | Ergänzung |
| SUPP            | Airport Supplemental Data                                                                                | Ergänzungsdaten zum Flugplatz |
| SUPP            | Heliport Supplemental Data                                                                               | Ergänzungsdaten zum Hubschrauberlandeplatz |
| SUPPS           | Regional Supplementary Procedures (ICAO)                                                                 | regionales Ergänzungsverfahren |
| SUR             | Start-Up Request                                                                                         | |
| SUR             | Surround                                                                                                 | umgeben |
| SV              | Shuttle Valve                                                                                            | |
| SV              | Side Valves; Flathead                                                                                    | Seitenventil-Anordnung (stehende Ventile) – untengesteuert Ventile – am Flugmotor |
| SVC             | Service Message                                                                                          | Dienstmeldung |
| SVC             | Service                                                                                                  | Betrieb, Bedienung |
| SVCBL           | Serviceable                                                                                              | benutzbar; einsatzbereit |
| SVCE            | Service                                                                                                  | Dienst, Wartung |
| SVCG            | Servicing                                                                                                | bedient |
| SVFR            | Special Visual Flight Rules, Special VFR                                                                 | Sonder-Sichtflugregeln (wenn die Wetterbedingungen nicht mehr für normalen VFR reichen) |
| SVR             | Slant Visual Range                                                                                       | Schrägsichtweite auf die Bahn bei der Landung |
| SVR             | Severe                                                                                                   | schwere (z. B. SVR ICING) |
| SVRWX           | Severe Weather                                                                                           | schwere Wetterbedingungen |
| SW              | Southwest                                                                                                | Südwest (Himmelsrichtung) |
| SW              | Switch                                                                                                   | Schalter |
| S/W             | Software                                                                                                 | Software |
| SWAP            | Severe Weather Avoidance Plan                                                                            | Verkehrsflusssteuerung (siehe: Flugsicherung) |
| SWB             | Southwest Bound                                                                                          | Richtung Südwest fliegend |
| SWC             | Significant Weather Chart                                                                                | signifikante Wetterkarte |
| SWC             | Stall Warning Computer                                                                                   | (Boeing 747) |
| SWL             | Single Wheel Load                                                                                        | Einzelradbelastung |
| SWS             | Stall Warning System                                                                                     | Strömungsabriss Warnsystem |
| SWS             | Switches                                                                                                 | Schalter (Plural) |
| SWSL            | Supplemental Weather Service Location                                                                    | |
| SWY             | Stopway                                                                                                  | Stoppbahn, Stoppfläche |
| SYD             | Subject Your Discretion                                                                                  | unterliegt ihrem Ermessen |
| SYN             | Synchronize                                                                                              | synchronisieren, abstimmen |
| SYNC            | Synchronous                                                                                              | synchron, abgestimmt |
| SYS             | System                                                                                                   | System |
| SysKontrZ MilFS | | Systemkontrollzentrum der Militärischen Flugsicherung |

zum Buchstabenanfang – S

### T
(zum nächsten Buchstaben – U) ... (zum Anfang der Liste)
TA, TB, TC, TD, TE, TF, TG, TH, TI, TJ, TK, TL, TM, TN, TO, TP, TQ, TR, TS, TT, TU, TV, TW, TX, TY, TZ
| T               | Tango                                                                                 | int. Buchstabieralphabet (ICAO-Alphabet) |
| T               | Tons (Weight)                                                                         | Tonne (Einheit) |
| T               | Temperature                                                                           | Temperatur |
| T               | Time                                                                                  | Zeit |
| T               | TACAN-Luftstraße                                                                      | z. B. TB1 – Tacan Blue One |
| T               | TACAN                                                                                 | Taktische Flugnavigationshilfe (militärisches Flugnavigationsverfahren) |
| T               | Trainer (Aircraft)                                                                    | Trainingsflugzeug (z. B. T-1; T-37; T-38; T-43) |
| T               | True Bearing                                                                          | rechtweisend (z. B. True Heading; True Course) |
| TA              | Traffic Advisory (vom TCAS)                                                           | |
| TA              | Transition Altitude                                                                   | Übergangshöhe (im Steigflug; von QNH auf Standardhöhenmessereinstellung 1013,25 hPa); Übergangshöhe bei der von QNH auf QNE (1013,25 mbar) geschaltet wird. Ab dieser Höhe gelten FL als Höhenangabe. |
| TA              | (Airport) Turnaround                                                                  | Umdrehprozess (Bodenabfertigung zwischen Ankunft und Abflug) |
| TA              | True Altitude                                                                         | tatsächliche Flughöhe |
| TAA             | Terminal Arrival Area                                                                 | |
| TAA             | Technically Advanced Aircraft                                                         | technisch fortgeschrittenes Flugzeug; ein Flugzeug der Allgemeinen Luftfahrt, das einige oder alle der folgenden Merkmale besitzt: moderne Cockpitautomatisierung (Moving Map GPS, Glascockpit) für IFR/VFR Flugbetrieb, automatisierte Triebwerke und Systemmanagement, integriertes Autoflight/Autopiloten System |
| TAAATS          | The Australian Advanced Air Traffic System                                            | |
| TAC             | Terminal Area Chart                                                                   | |
| TAC             | Thrust Asymmetry Compensation                                                         | (Boeing) |
| TAC             | = TACAN                                                                               | |
| TACAN           | Tactical Air Navigation                                                               | Aeronautisches Rho/Theta Flugnavigations System (Azimut und Schrägentfernung zwischen TACAN-Interrogatoren in militärischen Luftfahrzeugen und TACAN-Transpondern am Boden), TACAN Schrägentfernung ist ICAO kompatibel mit ICAO DME/N-Transpondern |
| TacEval         | Tactical Evaluation                                                                   | Bewertungs- und Überprüfungsverfahren der NATO. |
| TACH            | Tachometer                                                                            | Drehzahlmesser (nicht der Fahrtmesser – Vorsicht Falle: Falscher Freund) |
| TAD             | Terrain Awareness and Display Function                                                | Zusatzfunktion des Enhanced Ground Proximity Warning System (EGPWS) gegenüber dem Ground Proximity Warning System (GPWS) |
| TAF             | Terminal Aerodrome Forecast                                                           | Flughafen-Wettervorhersage |
| TAFB            | Time Away from Base                                                                   | der Pilot zählt zu Abrechnungszwecken monatlich seine Stunden, die er weg von der Heimatbasis ist |
| TAFS            | Tactical Air Reconnaissance Squadron (East German Airforce)                           | Taktische Aufklärungsfliegerstaffel (Luftstreitkräfte der Nationalen Volksarmee) |
| TAFE            | Technical and Further Education                                                       | |
| TAI             | Thermal Anti-Ice                                                                      | thermischer Vereisungsschutz |
| TAIL            | Tailwind                                                                              | Rückenwind |
| TAR             | Terminal Area Surveillance Radar                                                      | Platzrundsichtradar; Nahverkehrsbereichsradar |
| TA/RA           | Traffic Advisory and Resolution Advisory                                              | Wahlmodus am Traffic Alert and Collision Avoidance System |
| TAS             | True Airspeed                                                                         | wahre Fluggeschwindigkeit; wahre Eigengeschwindigkeit gegenüber der Luft; korrigierte IAS um Druck und Temperatur. Die TAS liegt pro 1.000 ft etwa um 2 % höher als die IAS. |
| TAS             | Terminal Automation System                                                            | |
| TAS             | Air Transport Training Wing (East German Airforce)                                    | Transportfliegerausbildungsstaffel (Luftstreitkräfte der Nationalen Volksarmee) |
| TAT             | Total Air Temperature                                                                 | Außentemperatur mit Reibungswärme; Temperatur der Außenhülle des Flugzeuges, beinhaltet die Außentemperatur (Outside Air Temperature – OAT) und die Reibungswärme der Luft. |
| TAT             | Turn Around Time                                                                      | Zeit eines Abwicklungszeitraums, z. B. einer Reparatur |
| TATS            | Terminal Area Thunderstorm Service                                                    | |
| TAU             |                                                                                       | siehe: Traffic Alert and Collision Avoidance System – das Gebiet der Schutzzone um das Flugzeug |
| TAW             | Tactical Airlift Wing (USAF)                                                          | Taktische Lufttransportstaffel (US Air Force) |
| TAWS            | Terrain Awareness and Warning System, Terrain Alert and Warning System                | |
| TAX             | Taxying, Taxi                                                                         | rollend, rollen |
| TB              | True Bearing                                                                          | wahrer Winkel zu einer NDB-Station (ADF) |
| TB              | Turbulence                                                                            | Turbulenzen |
| TBA             | To be Advised, To be Announced                                                        | wird (noch) angekündigt |
| TBCC            | Turbine-Based Combined Cycle                                                          | |
| TBD             | To be Determined; To be Defined                                                       | |
| TBD             | Time Between Decision                                                                 | Zeit zwischen Entscheidungen (Boeing) |
| TBF             | To be Furnished                                                                       | |
| TBM             | Tracker Ball Marker                                                                   | |
| TBN             | To be Notified                                                                        | |
| TBO             | Time Between Overhaul, Overhaul Interval                                              | Überholungsabstand (ÜA) – zulässige Betriebszeit zwischen den Überholungen (Wartungsintervall); empfohlene Höchstbetriebszeit bis zur Überholung |
| TBS             | To be Specified                                                                       | |
| TC              | True Course                                                                           | rechtweisender Kurs (rwK): der Kurs, den das Flugzeug tatsächlich zurücklegt, der also auf der Karte eingezeichnet ist. |
| TC              | Thrust Computer                                                                       | Schubkraft-Computer |
| TC              | Transport Canada                                                                      | |
| TC              | Tropical Cyclone ( + name)                                                            | Tropischer Wirbelsturm |
| TC              | Type Certificate                                                                      | |
| TC              | Temporary Change                                                                      | zeitweilige Veränderung (am Flugzeug) |
| TC              | Type Certificate                                                                      | Musterzulassung |
| TCA             | Terminal Control Area                                                                 | Nahverkehrsbereich (USA) |
| T/C             | Top Of Climb                                                                          | Ende des Steigflugs; Punkt, an dem der Steigflug endet |
| T/C             | Transfer of Control                                                                   | |
| TCA             | Transport Canada Aviation                                                             | |
| TCA             | Transport Category Airplanes                                                          | Transportflugzeug-Kategorie |
| TCAP            | Tank Capacity                                                                         | Tankkapazität |
| TCAS            | Traffic Alert and Collision Avoidance System                                          | Kollisions-Warnsystem; Kollisionsschutzsystem (bordseitig installiertes System zur Verkehrswarnung und Kollisionsvermeidung) |
| TCAS I          | Traffic Alert and Collision Avoidance System                                          | zeigt jedes Flugzeug im 5-Meilen-Radius auf einem Bildschirm im Cockpit an (ohne Resolution Advisories) |
| TCAS II         | Traffic Alert and Collision Avoidance System                                          | zeigt jedes Flugzeug im 5-Meilen-Radius und Angabe der Zeit bis zum möglichen Zusammenstoß; Angabe der Höhendifferenz; Akustische Anweisung zum Steigen oder Sinken und rot/grün-Anzeige am Variometer |
| TCAS III        | Traffic Alert and Collision Avoidance System                                          | wie TCAS II, jedoch schneller und mit horizontaler Ausweichempfehlung |
| T2CAS           | Terrain and Traffic Collision Avoidance System                                        | |
| TCC             | Thrust Control Computer                                                               | |
| TCC             | Traffic Control Center                                                                | |
| TCC             | Turbine Case Cooling                                                                  | |
| TCDS            | Type Certificate Data Sheet                                                           | Datenblatt zur Musterzulassung |
| TCF             | Trim, Centering and Feel                                                              | (Boeing 747) |
| TCF             | Terrain Clearance Floor                                                               | Zusatzfunktion des Enhanced Ground Proximity Warning System (EGPWS) gegenüber dem Ground Proximity Warning System (GPWS) |
| TCH             | Threshold Crossing Height                                                             | Schwellenüberflughöhe; Höhe, mit der man die Landebahnschwelle überfliegt. z. B. TCH 50 = Schwelle wird mit 50 ft überflogen. Gilt nur für Non-precision Approaches. |
| TCH             | Touch                                                                                 | berühren (siehe: Touch and Go) |
| TCHDWN          | Touchdown                                                                             | Landung |
| TCLT            | Tentative Calculated Landing Time                                                     | |
| TCM             | Teledyne Continental Motors                                                           | US-Hersteller von Flugzeugtriebwerken |
| TCs             | Temporary Changeses                                                                   | zeitweilige Veränderungen (am Flugzeug) |
| TCTA            | Transcontinental Control Area                                                         | |
| TCTP            | Tactical Combat Training Programme                                                    | |
| TCU             | Towering Cumulonimbus                                                                 | Cumulus congestus – hohe (große) Gewitterwolken; Quell-Cumulus |
| TCV             | Temperature Control Valve                                                             | |
| TCWP            | Threshold Crossing Waypoint                                                           | |
| T/D             | Top of Descent                                                                        | Anfangspunkt des Sinkfluges |
| T/D             | Touchdown                                                                             | Aufsetzen |
| TDC             | Top Dead Center                                                                       | oberer Totpunkt |
| TDF             | Total Delayed Flights                                                                 | |
| TDLS            | Terminal Data Link System                                                             | |
| TDM             | Total Delay in Minutes                                                                | |
| TDMA            | Time Division Multiple Access                                                         | |
| TDO             | Tornado                                                                               | |
| TDOP            | Time Dilution of Precision                                                            | |
| T-DPI           | Target Departure Planning Information Message                                         | |
| TDWR            | Terminal Doppler Weather Radar                                                        | |
| TDZ             | Touchdown Zone                                                                        | Aufsetzpunkt |
| TDZ/CL          | Touchdown Zone and Runway Centerline Lighting                                         | Landezonen- und Mittellinienbefeuerung |
| TDZE            | Touchdown Zone Elevation                                                              | Höhe des Aufsetzpunktes |
| TDZL            | Touchdown Zone Lights                                                                 | Aufsetzzonenbefeuerung |
| TE              | Trailing Edge                                                                         | Flügelhinterkante (Tragfläche); Austrittskante |
| TE              |                                                                                       | Totalenergie; Totalenergiekompensation am Variometer – TE-Variometer – im Gegensatz zum nicht kompensierten Variometer; ein Totalenergievariometer zeigt nicht die Vertikalgeschwindigkeit des Flugzeuges an, sondern die Änderung seiner Totalenergie je Zeiteinheit und je Gewichtseinheit; es misst die Variation der Totalenergie (= Summe aus potentieller und kinetischer Energie): in Segelflugzeugen sehr praktisch                                   |
| TEC             | Tower En-Route Control                                                                | |
| TECR            | Technical Reason                                                                      | |
| TEJ             | Tropical Easterly Jet                                                                 | tropischer Ost-Jetstream |
| TEL             | Telephone                                                                             | Fernsprecher |
| TELCOM          | Telecommunication Service                                                             | |
| TEL-TWEB        | Telephone Access to TWEB (Transcribed Weather Broadcast)                              | |
| TEM             | (Illustrated) Tools and Equipment Manual                                              | Temperatur |
| TEM             | Threat and Error Management                                                           | Gefahren- und Fehlermanagement (im Zusammenhang mit dem Crew Resource Management – CRM) – ein umfassendes Sicherheitskonzept, um die Einflüsse von bedrohlichen äußeren Faktoren auf die Leistungsfähigkeit in der dynamischen Arbeitsumgebung eines Piloten zu handhaben (äußere Gefahren sind z. B.: widriges Wetter, Arbeitsbelastung durch die Anweisungen der Flugsicherung, technische Probleme, falsche Klappen- oder Fahrwerksstellung des Flugzeugs) |
| TEMP            | Temperature                                                                           | Temperatur |
| TEMP            | Temporary                                                                             | vorübergehend |
| TEMPO           | Temporary                                                                             | vorübergehende Wetteränderung; zeitweilig (Wetterschlüssel für METAR und TAF) |
| TEMPS           | Temperatures                                                                          | Temperaturen |
| TEO             | Temperature Engine Oil                                                                | Triebwerk-Öltemperatur |
| TER             | Terminated                                                                            | |
| TER             | Triple Ejector Rack                                                                   | Träger für drei Abwurfwaffen |
| TERM            | Terminal                                                                              | Abfertigungsgebäude (siehe: Abfertigung (Flugverkehr)) |
| TERPS           | Terminal Instrument Procedures (US-Standard)                                          | |
| TERR            | Terrain                                                                               | Boden |
| TF              | Trip Fuel                                                                             | Treibstoff für die regulär geplante Flugstrecke (ohne Reserven, wie: Contingency Fuel, Alternate Fuel, Reserve Fuel, Taxi Fuel, Extra Fuel) |
| TF              | Taxi Fuel                                                                             | Treibstoff für das Rollen am Boden |
| TF              | Terrain Following                                                                     | |
| TF              | Track to Fix                                                                          | für RNP AR procedures |
| TFC             | Traffic                                                                               | Verkehr (Beispiel: TFC range rings am Navigation Display der Boeing 737) |
| TFC PAT         | Traffic Pattern                                                                       | Platzrunde |
| TFDPS           | Tower Flight Data Processing System                                                   | Flugdatenverarbeitungs- und Übertragungssystem für die Platzkontrolle |
| TFG             | Air transport wing (East German Airforce)                                             | Transportfliegergeschwader (Luftstreitkräfte der Nationalen Volksarmee) |
| TFM             | Traffic Flow Management                                                               | |
| TFR             | Temporary Flight Restriction                                                          | oft: VIP TFR (bei Flügen des US-Präsidenten), auch um Stadien, Atomkraftwerke, militärische Schießübungsgebiete zu schützen |
| TFR             | Terrain Following Radar                                                               | (militärisch) Geländefolgeradar |
| TFR             | Transfer                                                                              | übermitteln, umlagern (von einer Stelle zur anderen übertragen); die eingegebene Standby-Frequenz als aktive Frequenz schalten; aktiviert die Standby-Frequenz |
| TFS             | Tactical Fighter Squadron (USAF)                                                      | |
| TFW             | Tactical Fighter Wing (USAF)                                                          | |
| TFX             | Tactical Fighter Experimental                                                         | |
| TGL             | Touch-and-Go Landing                                                                  | Aufsetzen und Durchstarten |
| TGL             | Temporary Guidance Leaflets                                                           | herausgegeben von der Joint Aviation Authorities (JAA) Maintenance Division; in TGLs werden bestehende Regelungen erläutert oder auf bevorstehende neue, geänderte oder ergänzte Regelungen hingewiesen |
| TGS             | Taxiing and Guidance Systeme                                                          | Rollleitsystem (siehe: Rollweg) |
| TGT             | Turbine Gas Temperature                                                               | Temperatur – zwischen den Turbinenstufen gemessen – Turbofan |
| TGT             | Target                                                                                | Ziel |
| TH              | True Heading                                                                          | rechtweisender Steuerkurs; Tatsächlicher Steuerkurs auf dem das Flugzeug geflogen wird – Ausrichtung der Flugzeugnase; in diesem Steuerkurs sind schon Wind (WCA) und Kompassabweichungen eingerechnet. |
| THAIPA          | Thai Pilots Associations                                                              | |
| THDG            | True Heading                                                                          | rechtweisender Steuerkurs |
| THG             | Transport Helicopter Wing (East German Airforce)                                      | Transporthubschraubergeschwader (Luftstreitkräfte der Nationalen Volksarmee) |
| THL             | Threshold Lights                                                                      | Landebahnschwellen-Befeuerung |
| THLD            | Threshold                                                                             | Landebahnschwelle |
| THR             | Threshold                                                                             | Landebahnschwelle – diese festgelegte und markierte Linie muss nicht unbedingt mit dem tatsächlichen Asphaltbelag der RWY übereinstimmen. |
| THR             | Thrust                                                                                | Schub |
| THR             | Throttle                                                                              | Schubhebel |
| THLSH           | Threshold                                                                             | Landebahnschwelle |
| THROT           | Throttle                                                                              | Schubhebel |
| THRSH           | Threshold                                                                             | Schwelle (maximum oder Minimum); Landebahnschwelle |
| THRU            | Through                                                                               | durch |
| THS             | Trimmable Horizontal Stabilizer                                                       | Höhenleitwerk |
| THS A           | Trimmable Horizontal Stabilizer Actuator                                              | Höhenleitwerk-„Betätigungshebel“ |
| THU             | Thursday                                                                              | Donnerstag |
| TI              | Thermal Index                                                                         | |
| TIA             | Type Inspection Authorization                                                         | |
| TIACA           | The International Air Cargo Association                                               | |
| TIBA            | Traffic Information Broadcast by Aircraft                                             | |
| TIBS            | Transcribed Information Briefing Service; Telephone Information Briefing Service      | Bandansage mit Luftfahrt- und Wetterinformationen (USA) – ein Service, der von AFSS angeboten wird. TIBS umfasst: Routenbriefing, Aisspace procedures, Sonderansagen. |
| TIF             | Trip Fuel                                                                             | (der Treibstoff, der während des Fluges verbraucht wird) |
| TIL             | until                                                                                 | bis |
| TIM             | Travel Information Manual                                                             | Reiseinformationshandbuch |
| TIO             | Turbocharger/(Fuel) Injection/(Horizontally) Opposed                                  | Boxermotor mit Saugrohreinspritzung und Turbolader (Teil der Typenbezeichnung bei Flugmotoren – z. B. Lycoming IO-540) |
| TIP             | Until Past (place)                                                                    | |
| TIS             | Traffic Information Service                                                           | |
| TIS-B           | Traffic Information Service – Broadcast                                               | ein Flugsicherungs-Überwachungssystem, das die gesamte verfügbare Verkehrsinformation auf einem einzigen Bildschirm zusammenführt und darstellt |
| TIS             | Time in Service                                                                       | (bisherige) Betriebsstunden |
| TIT             | Turbine Inlet Temperature                                                             | Turbineneintrittstemperatur (siehe: Strahltriebwerk) |
| TIZ             | Traffic Information Zone                                                              | |
| TJ              | Turbojet                                                                              | |
| TK              | Theoretical Knowledge                                                                 | |
| TKE             | Track Angle Error                                                                     | Ablage gegenüber einem Radial |
| TKFF            | Take-Off                                                                              | Start, Abflug |
| TKNCAP          | Tank Capacity                                                                         | gesamte Treibstoffbehälterkapazität |
| TKNO            | Ticket Number                                                                         | Flugticketnummer |
| TKTL            | Ticket Time Limit                                                                     | zeitliche Beschränkung des Flugtickets |
| TKO             | Take-Off                                                                              | Start, Abflug |
| TKO             | tonnes kilometres offertes                                                            | angebotenen Tonnenkilometer |
| TKOF            | Take-Off                                                                              | Start, Abflug |
| TKOF ALTN       | Take-Off Alternate                                                                    | Ausweichflughafen für den Startflughafen, falls nach dem Start wegen Problemen gleich wieder gelandet werden muss und der eigentliche Startflughafen unter den Wetterminima liegt oder die Bahn zum Landen mit vollen Tanks zu kurz ist |
| TKS             | Weeping Wing Deicing System (anti-ice and de-ice system)                              | chemisches Enteisungssystem. Perforierte Nasenleiste, die das Austreten von Enteisungsflüssigkeit gestattet. U. U. nachrüstbar, übliche Betriebszeit ca. drei Stunden – Glykol mit Alkohol – siehe: Flugzeugenteisung |
| TKT             | Tonnes Kilometres Transportées                                                        | geleistete Tonnenkilometer |
| TL              | Turbinen-Luftstrahltriebwerk                                                          | Turbinen-Luftstrahltriebwerk |
| TL              | until                                                                                 | bis (Zeitangabe) |
| TL              | Tacan Link                                                                            | militärische Verbindungsroute zwischen einzelnen TACAN-Stationen (einige Wendepunkte können auch durch Koordinaten festgelegt sein; militärisches Äquivalent zu den Luftstraßen, die von VOR zu VOR geleitet werden) |
| TLA             | Thrust Lever Angle, Throttle Lever Angle                                              | (Boeing) |
| TLC             | Track-Line Computer                                                                   | |
| TLG             | Tail Landing Gear                                                                     | Spornradfahrwerk – Fahrwerk (Flugzeug) |
| TLOF            | Touchdown and Lift-Off Area                                                           | Aufsetz- und Abhebefläche (bei Hubschrauberlandeplätzen) |
| TLR             | Temperature Lapse Rate                                                                | Temperaturabnahme über Höhe (0,65 °C/100 m; 2 °C/1000 Fuß) |
| TLS             | Transponder Landing System                                                            | Präzisionslandesystem – basiert auf dem Instrumentenlandesystem (ILS) und dem Transponder |
| TLS             | Target Level of Safety                                                                | (Flugsicherung) |
| TLW             | Time Limited WIP (Work in Progress)                                                   | |
| TLX             | Task Load Index                                                                       | Befragungsverfahren zur Ermittlung einer Maßzahl für Arbeitsbeanspruchung (z. B. von Piloten); entwickelt von der NASA (TLX-Fragebogen) |
| TM              | Time                                                                                  | Zeit |
| TM              | Traffic Management                                                                    | Verkehrsmanagement |
| TMA             | Terminal Control Area                                                                 | Flughafennahbereich; Nahkontrollbezirk; Nahverkehrsbereich – spezieller Sektor im Luftraum über Flughäfen |
| TMA             | Traffic Management Advisory                                                           | |
| TMC             | Terminal Control Center                                                               | Nahverkehrskontrollzentrum |
| TMC             | Thrust Management Computer                                                            | (Boeing 747) |
| TMG             | Touringmotorglider                                                                    | Reisemotorsegler (selbststartend, Motor und Propeller nicht einziehbar) – siehe: Motorsegler (siehe auch Leichtflugzeug) |
| TML             | Terminal                                                                              | |
| TMN             | True Mach Number                                                                      | die Indicated Mach Number (IMN), die um den Positionsfehler korrigiert ist |
| TMO             | twelve minutes outer marker                                                           | Aircraft landet in ca. 12′ (ehemals 10 miles out, wurde mit der Zeit an die höheren Geschwindigkeiten der Flugzeuge angepasst) |
| TMP             | Temperature                                                                           | Temperatur; Beschriftung des Instrumentes, dass im Cockpit die Betriebstemperatur der Triebwerke (Turbinen) anzeigt |
| TMPA            | Traffic Management Program Alert                                                      | |
| TMPRY           | Temporary                                                                             | zeitweilig |
| TMS             | Thrust Management System                                                              | (Boeing 747) |
| TMSP            | Thrust Mode Select Panel                                                              | (Boeing 747) |
| TMU             | Traffic Management Unit                                                               | |
| TMW             | Tactical Missile Wing (USAF)                                                          | |
| TMZ             | Transponder Mandatory Zones                                                           | Gebiete in denen ein Transponder zwingend vorgeschrieben ist |
| TN              | True North                                                                            | geographisch Nord; wahre geographische Nordrichtung – stimmt mit N auf der Karte überein |
| TNA             | Turn Altitude                                                                         | |
| TNH             | Turn Height                                                                           | |
| THP             | Thrust Horse Power                                                                    | siehe: Schub, Strahltriebwerk |
| TNS             | Transitional Surface                                                                  | |
| TO              | Turbocharger/(Horizontally) Opposed                                                   | Boxermotor mit Turbolader (Teil der Typenbezeichnung bei Flugmotoren) |
| T/O, TO         | Take-Off, Takeoff                                                                     | Start |
| TOAM            | Taxi Operations Aircraft Marshaller                                                   | |
| TOBT            | Target Off Block Time                                                                 | geplanter Zeitpunkt für die Ansage: „Aircraft Ready“ – alle Abfertigungsprozesse abgeschlossen, außer Pushback und Remote-Luftfahrzeugenteisung; Grundlage für die Zeitplanung und Koordination von Bodenabfertigung, Flughafen und Fluggesellschaft |
| TOC             | Top of Climb                                                                          | Endpunkt für den Steigflug; Steigendpunkt; Ende des Steigflugs |
| TOC             | Total Operation Costs                                                                 | Gesamtbetriebskosten |
| TOD, T_O_D      | Top of Descent                                                                        | Beginn des Sinkfluges; Punkt, an dem der Sinkflug beginnt |
| TOD             | Ticket on Departure                                                                   | Tickethinterlegung am Abflughafen |
| TOD             | Time of Delivery                                                                      | |
| TOD             | Take-Off Distance                                                                     | Startstrecke |
| TOD             | Time of Day                                                                           | |
| TODA            | Take-Off Distance Available                                                           | verfügbare Startstrecke, ergibt sich aus TORA plus Clearway (CWY) – siehe: Startlauf |
| TODR            | Take-Off Distance Required                                                            | benötigte Startstrecke |
| TOF             | Take-Off Fuel                                                                         | Starttreibstoffmenge |
| TOFL            | Takeoff Field Lengths                                                                 | Startbahn-Länge |
| TOGA oder TO/GA | Take-Off/Go-Around                                                                    | Start / Durchstarten; Schubeinstellungsmodus; |
| TOGW            | Take-Off Gross Weight                                                                 | |
| TOL             | Tolerance                                                                             | Toleranz (Technik) |
| TOLD Cards      | Take-Off and Landing Cards                                                            | Start- und Landekarten – mit Gewichten und Geschwindigkeiten für ein konkretes Flugzeug |
| TOP             | Take-Off Performance                                                                  | Startleistung (Startleistungstest – TOP-Test) |
| TOP             | Cloud Tops                                                                            | Wolkenobergrenze |
| TOPAS           | Take-Off Performance Advisory System                                                  | |
| TOPCASED        | Toolkit in Open Source for Critical Applications and Systems Development              | Open-Source-Werkzeugsammlung für die Entwicklung kritischer Anwendungen und Systeme – Airbus gemeinsam mit weiteren Unternehmen setzt auf Open-Source-Software und wollen mit dem Projekt für eine Software-Werkzeugsammlung sorgen, die den gesamten Entwicklungsprozess von der Systemspezifikation bis zur Implementierung in Hard- und Software abdeckt.                                                                                                  |
| TOPL            | Take-Off Performance Limit                                                            | |
| TOR             | Time of Receipt                                                                       | |
| TOR             | Take-Off Run                                                                          | Startlaufstrecke |
| TORA            | Take-Off Run Available                                                                | verfügbare Startlaufstrecke |
| TORR            | Take-Off Run Required                                                                 | benötigte Startlaufstrecke |
| TOS             | Traffic Orientation Scheme                                                            | andere Bezeichnung für RAD (Route Availability Document) |
| TOSS            | Take Off Safety Speed                                                                 | Sicherheitsgeschwindigkeit beim Start – siehe: VTOSS |
| TOT             | Time Over Target                                                                      | Ankunftszeit über dem Ziel |
| TOT             | Take Off Time                                                                         | Startzeit |
| TOT             | Total                                                                                 | insgesamt, gesamt |
| TOTAL O/B       | Total On Board                                                                        | Gesamtzahl der Personen an Bord (Passagiere plus fliegendes Personal) |
| TOTRES          | Total Reserve                                                                         | gesamte Treibstoffreserve |
| TOW             | Take-Off Weight                                                                       | Startgewicht; Gewicht des Flugzeuges beim Start |
| TP              | Turning Point                                                                         | Kursänderungspunkt, Umkehrpunkt; Turning Point beim Missed Approach |
| TP              | Aircraft Type                                                                         | Flugzeugtyp |
| TP              | Tire Pressure                                                                         | Reifendruck |
| TPA             | Traffic Pattern Altitude                                                              | Platzrundenhöhe (siehe: Platzrunde) |
| TPC             | Tactical Pilotage Chart                                                               | |
| TPI             | Tire Pressure Indicator                                                               | (Boeing 747) |
| TPR             | Transponder                                                                           | Radarantwortsender |
| TQ              | Torque                                                                                | Drehmoment (am Propeller – mit dem Hebel für die Propellersteigung – prop pitch – wird die Drehzahl und damit das Drehmoment – TQ – eingestellt) siehe: Verstellpropeller |
| TPS             | Takeoff Performance System                                                            | (Boeing) |
| TR              | Track                                                                                 | Kurs über Grund |
| TR              | Type Rating                                                                           | Musterzulassung |
| TR              | Temporary Revision                                                                    | |
| TR              | Traffic Resolution                                                                    | vom Traffic Alert and Collision Avoidance System |
| TR              | Transformer Rectifier                                                                 | Transformator/Gleichrichter |
| T/R             | Thrust Reverse, Thrust Reverser                                                       | Schubumkehr |
| TRA             | Temporary Reserved Airspace                                                           | Flugbeschränkungsgebiet (wörtlich: zeitweilig reservierter Luftraum) |
| TRA             | Radar Transfer of Control                                                             | |
| TRACON          | Terminal Radar Approach Control                                                       | Radaranflugkontrolle |
| TR ALT          | Transition Altitude                                                                   | Übergangshöhe (siehe: TA) |
| TRAMON          | TRA Monitoring Unit                                                                   | |
| TRAN            | Transition                                                                            | |
| TRANS           | Transmitter, Transmitting; Transmit                                                   | Sender, senden |
| TRANS           | Transition                                                                            | Übergang von QNH auf 1013 hPa (siehe; TA, TL) |
| TRANS           | Transition                                                                            | ein Teil der Flugstrecke – ist eventuell zwischen Route und STAR eingeschoben |
| TRANS           | Transient                                                                             | |
| TRANS ALT       | Transition Altitude (TA)                                                              | Übergangshöhe |
| Transponder     | Kunstwort für transmit und respond                                                    | Der Transponder wird durch die bodenseitige Sekundärradaranlage automatisch abgefragt |
| TRB             | Turbulence                                                                            | Turbulenz |
| TRB             | Turbine                                                                               | Turbine, Triebwerk; Beschriftung des Instrumentes, dass im Cockpit die Turbinendrehzahl anzeigt – in Prozent |
| TRBLNC          | Turbulence                                                                            | Turbulenz |
| TRC             | Thermal Rotor Control                                                                 | |
| TRCV            | Tri-Color Visual Approach Slope Indicator                                             | |
| TRE             | Type Rating Examiner                                                                  | Prüfer für Musterzulassung |
| TRE             | (Flight Crew) Type Rating Examiner                                                    | |
| TRG             | Training                                                                              | z. B. Procedures for Air Navigation Services – Training (PANS TRG) |
| TRI             | (Flight Crew) Type Rating Instructor                                                  | |
| TRI/TRE         | (Flight Crew) Type Rating Instructor/Examiner                                         | |
| TRIP            | Trip                                                                                  | Reise; Flugreise |
| TRIP FUEL       |                                                                                       | Reisetreibstoffbedarf (vom abheben von der Startbahn bis zum Aufsetzen auf der Landebahn) |
| TRK             | Track                                                                                 | Kurs (Navigation) |
| TRL             | Transition Level                                                                      | Flugfläche, bei deren Unterschreitung von 1013,25 hPa auf QNH geschaltet wird; Übergangshöhe (im Sinkflug) |
| TR LEVEL        | Transition Level                                                                      | Übergangshöhe (siehe: TRL) |
| TRLR            | Trailer                                                                               | Anhänger; Wohnwagen |
| TRM             | Terminal Instrument Procedures                                                        | (SIDs, STARs, IAPs) |
| TRMH            | Terminal Instrument Procedures for Heliports                                          | |
| TRML            | Terminal                                                                              | Abfertigungsgebäude (siehe: Abfertigung (Flugverkehr)) |
| TRNFF           | Turnoff                                                                               | |
| TRNG            | Training                                                                              | Training |
| TRND            | Trend                                                                                 | (Flugwetter) |
| TRNPKE          | Turnpike                                                                              | Wendeschleife |
| TRNS            | Transition                                                                            | Übergang |
| TROP            | Tropopause                                                                            | Tropopause |
| TRP             | Transponder                                                                           | Transponder-Aktivierung empfohlen |
| TRP             | Thrust Rating Computer                                                                | Schubleistungscomputer (Boeing; zum Setzen des Startschubes, auch für takeoff thrust derating) |
| TRQ             | Torque                                                                                | Drehmoment |
| TRS             | Tactical Reconnaissance Squadron (USAF)                                               | |
| TRS             | Transformer Rectifier                                                                 | (Plural) siehe: TR (Singular) – Transformator / Gleichrichter |
| TRT             | Total Rotor Thrust                                                                    | |
| TRSA            | Terminal Radar Service Area                                                           | Nahbereichsradar |
| TRSB            | Time Reference Scanning Beam (MLS)                                                    | (siehe Microwave Landing System#TRSB Prinzip) |
| TRTD            | Treated                                                                               | behandelt |
| TRTO            | Type Rating Training Organization                                                     | |
| TRU             | Transformer-Rectifier Unit                                                            | Transformator-Gleichrichter (Einspeisung: 115 V Wechselstrom, 400 Hz; der Transformator macht daraus 28 V Wechselstrom und der Gleichrichter danach 28 V Gleichstrom) – jeder Wechselstrombus (115 V) speist je eine TRU, die dann je einen Gleichstrombus (28 V) speist (Beispiel: B737; je nach Flugzeugmodell sind auch andere Zahlen möglich) |
| TRUNC           | Trunk Route                                                                           | verkürzte Verbindungsroute für Luftfahrzeuge mit RNAV |
| TRW             |                                                                                       | Triebwerk |
| TRW             | Tactical Reconnaissance Wing (USAF)                                                   | |
| TS              | Thunderstorm                                                                          | Gewitter (Wetterschlüssel für METAR und TAF) |
| TS              | Air Transport Squadron (East German Airforce)                                         | Transportfliegerstaffel (Luftstreitkräfte der Nationalen Volksarmee) |
| T/S             | Trimsheet                                                                             | Trimmplan – im Rahmen der Berechnung von Weight and Balance (Gewichts- und Schwerpunktberechnung) |
| TSA             | Transportation Security Administration (USA)                                          | ehemals Teil des Verkehrsministeriums, jetzt beim Ministerium für Innere Sicherheit der Vereinigten Staaten |
| TSAT            | Target Startup Approval Time                                                          | (am Flugplatz) |
| TSB             | Transportation Safety Board of Canada; Bureau de la sécurité des transports du Canada | |
| TSA             | Temporary Segregated Airspace                                                         | |
| TSA             | Tail Strike Assembly                                                                  | Handflächengroßer Sensor unter dem Flugzeugheck, der bei einem Tailstrike (Bodenkontakt des Rumpfhecks beim Start) bricht und ein Signal in das cockpit gibt (z. B. Boeing 777-200, -300 und die gestreckte Version der Boeing 757-300) |
| TsAGI           | Central Aerohydrodynamic Institute                                                    | Zentrales Aerohydrodynamisches Institut (ZAGI) |
| TSB             | Transportation Safety Board (of Canada)                                               | |
| TSC             | Ticket Service Charge                                                                 | Buchungsgebühr |
| TSC             | Turbo Supercharged Engine                                                             | |
| TSD             | Traffic Situation Display                                                             | systemweite Synthese aller Verkehrsdaten |
| TSFC            | Thrust Specific Fuel Consumption                                                      | schubspezifischer Kraftstoffverbrauch; im Gegensatz zu Specific Fuel Consumption (SFC), die sich auf die Kraft (Power) bezieht |
| TSGR            | Thunderstorm With Hail                                                                | Gewitter mit Hagel |
| TSI             | Time Since Installation                                                               | |
| TSLV            | Time Since Last Shop Visit                                                            | Zeitperiode seit dem letzten Werkstattaufenthalt (z. B. Triebwerk) |
| TSN             | (Total) Time Since New                                                                | Zeit seit Neu (Herstellung) (Dienstalter des Aggregates – ohne Berücksichtigung von Wartungen) |
| TSO             | Taktik-System-Offizier                                                                | Besatzungsangehöriger auf der C-160 Transall |
| TSO             | Time Since Overhaul                                                                   | Zeit seit der Überholung (z. B. APU TSO – Auxiliary Power Unit) |
| TSO             | Technical Standard Orders                                                             | |
| TT              | True Track                                                                            | Rechtweisender Kurs; wahrer Kurs (über Grund) |
| TT              | Total Time                                                                            | Gesamtzeit (z. B. Gesamt-Flugzeit – Total Flight Time; z. B. 600TT – 600 Stunden Flugerfahrung) |
| TT              | Teletypewriter                                                                        | Fernschreiber |
| TT              | Taxi Time                                                                             | |
| TT2             | Engine Inlet Temperature                                                              | (Boeing) |
| TTAE, TTA&E     | Total Time Airframe and Engine                                                        | Gesamtbetriebszeit für Zelle und Triebwerk |
| TTAE&P          | Total Time Airframe, Engine and Propeller                                             | Gesamtbetriebszeit für Zelle, Triebwerk und Propeller |
| TTAF            | Total Time Airframe                                                                   | |
| TTAF&E          | Total Time Airframe and Engine                                                        | |
| TTC             | The Tower Company GmbH                                                                | Deutsches zertifiziertes Low-Cost-Flugsicherungsunternehmen, Tochter der DFS GmbH |
| TTC             | Time To Climb                                                                         | Dauer für den Steigflug bis zur Reiseflughöhe |
| TTF             | Trend Type Forecast                                                                   | |
| TTG             | Time To Go                                                                            | verbleibende Flugzeit (bis zum Wegpunkt oder zum Ziel) |
| TTH             | Taktischer Transport Hubschrauber                                                     | |
| TTIS            | Total Time-In-Service                                                                 | Gesamtbetriebszeit |
| TTL DIST        | Total Distance                                                                        | Gesamtentfernung |
| TTOT            | Target Take Off Time                                                                  | (am Flugplatz) |
| TTR             | True Track                                                                            | rechtweisende Kurs über Grund |
| TTR             | Terminal Transition Route                                                             | |
| TTR             | Target Tracking Radar                                                                 | |
| TTSN            | Total Time Since New                                                                  | Gesamtbetriebszeit seit Herstellung |
| TTSO            | Total Time Since Overhaul                                                             | Gesamtbetriebszeit seit Überholung |
| TUAV            | Tactical Unmanned Aerial Vehicle                                                      | Gefechtsunterstützendes UAV |
| TUC             | Time of useful consciousness                                                          | |
| TUE             | Tuesday                                                                               | Dienstag |
| TURB            | Turbine                                                                               | Turbine |
| TURB            | Turbulence                                                                            | Turbulenz |
| TURBL           | Turbulence                                                                            | Turbulenz |
| TVASI; T-VASI   | T-Form Visual Approach Slope Indicator                                                | T-förmige Gleitwinkelbefeuerung |
| TVOR            | Terminal VOR (Low Power)                                                              | Platz-UKW-Drehfunkfeuer (geringe Sendeleistung); VOR im Nahverkehrsbereich; VOR im Nahbereich |
| TW              |                                                                                       | Triebwerk |
| TW              | Tail Wind                                                                             | Rückenwind (oft verwendet in der Kombination: HW/TW; Head Wind/Tail Wind; Gegenwind/Rückenwind) |
| TW              | Taxi Weight                                                                           | Rollgewicht – darf meist größer sein, als das Höchstabfluggewicht |
| T/W             | Thrust/Weight Ratio                                                                   | Verhältnis Schub/Gewicht |
| TWC             | Tail Wind Componente                                                                  | Rückenwindkomponente; Rückenwindanteil des Seitenwindes |
| TWEB            | Transcribed Weather Broadcast                                                         | standardisierte Wettervorhersage – als Endlos-Ansageschleife auf veröffentlichten Frequenzen – Langwelle oder Mittelwelle (190 bis 535 kHz) und auf ausgewählten VOR-Frequenzen (108,0 bis 117,95 MHz) |
| TWR             | Aerodrome Control Tower                                                               | Platzkontrollstelle (oder -kontrolle) – 1. als Kontrollorgan mit eigener Funkfrequenz; (Kontroll-)Turm – 2. als Turm (Gebäude) |
| TWY             | Taxiway                                                                               | Rollweg; Rollbahn (keine Start- und Landebahn!) |
| TWYL            | Taxiway Lights                                                                        | Rollbahn-Befeuerung (blaue Lichter) |
| TWYL            | Taxiway Link                                                                          | |
| TX              | Taxi                                                                                  | Rollen |
| TX              | Time Expired                                                                          | (Flugzeugwartung) |
| TX              | Transponder                                                                           | Sekundärradar-Transponder (z. B. TX7700 – bei Notfällen) |
| TX              | Transmitter; Transmission                                                             | (Funk-)Sender oder (Funk-)Übertragung |
| TXC             | Taxiway Centerline Lightning                                                          | |
| TXE             | Taxiway Edge Lightning                                                                | |
| TXI             | Taxi                                                                                  | Rollen |
| TXNG            | Taxiing                                                                               | Rollen |
| TXPDR           | Transponder                                                                           | Transponder |
| TXT             | Text                                                                                  | Text |
| TXWY            | Taxiway                                                                               | Rollweg; Rollbahn (keine Start- und Landebahn!) |
| TYP             | Type of Aircraft                                                                      | Luftfahrzeugmuster (siehe auch: Liste von Flugzeugtypen) |
| TYPH            | Typhoon                                                                               | |
| TZ              | Time Zone                                                                             | Zeitzone |

zum Buchstabenanfang – T

### U
(zum nächsten Buchstaben – V) ... (zum Anfang der Liste)
UA, UC, UD, UF, UH, UI, UK, UL, UN, UP, UR, US, UT, UU, UW
| U              | Uniform | int. Buchstabieralphabet (ICAO-Alphabet) |
| U              | Ultra High Frequency | Dezimeter-Wellen |
| U              | Upper | obere (Luftstraße) |
| U              | UNICOM | Einheitsfrequenz an manchen Flugplätzen (USA) |
| (U)            | Unwatched | nicht überwachte Frequenz |
| UA             | Routine Pirep, Pilot Report Message Identifier                                                                             | Routine-Pilotenwettermeldung (USA) (Piloten-Report) |
| UAA            | Upper Advisory Area | |
| UAB            | Until Advised By | |
| UAC            | Upper Control Area | |
| UAC            | Upper Area Control Centre                                                                                                  | |
| UACC           | Upper Area Control Center                                                                                                  | Bezirkskontrollstelle für den oberen Luftraum (Flugsicherung) |
| UAD            | Upper Advisory Route | |
| UAP            | Unauthorised Airspace Penetration                                                                                          | Unerlaubtes Eindringen in den Luftraum; Luftraumverletzung |
| UAR            | Upper Air Route | |
| UAS            | Unmanned Aircraft System                                                                                                   | |
| UAV            | Unmanned Aerial Vehicle | Unbemanntes Luftfahrzeug |
| UAVS           | Unmanned Aircraft Vehicle System                                                                                           | |
| UAW            | Universal Airwaybill (Cargo Code)                                                                                          | Einheitsfrachtbrief (der IATA) |
| UC             | Undercarriage | Fahrwerk |
| u/c; u.c.      | Under Construction | Bauarbeiten |
| UCM            | Unit Control Message | Info über an Bord befindliche Container bzw. Containernummern |
| U/D; UD        | Upper Deck | Oberdeck – B-747 (z. B. Bezeichnung der Flugzeugkabine im Oberdeck: UD) |
| UCAV           | Unmanned Combat Air Vehicle                                                                                                | Kampfdrohne (Unbemanntes Luftfahrzeug) |
| UDA            | Upper Advisory Service Area                                                                                                | |
| UDCAT          | Upper Deck Catering Vehicle                                                                                                | Hochlader |
| UDF            | UHF-Direction-Finding Station                                                                                              | Dezimeterwellen-Peilstelle – Ermittelt das QDM eines Luftfahrzeuges; UHF-Peilstelle |
| UFAC           | Ufficio federale dell’aviazione civile                                                                                     | (italienisch für:) Bundesamt für Zivilluftfahrt (BAZL) |
| UFC            | Up-Front Control Panel | (Fighter Cockpit) |
| UFIT           | Uncontrolled Flight Into Terrain                                                                                           | unkontrollierter Flug in den Boden (zur Abgrenzung siehe: Kontrollierter Flug in den Boden) – Controlled Flight Into Terrain – CFIT                                                                          |
| UFN            | Until Further Notice | bis auf Weiteres |
| UFP            | Urgent Flight Plan | dringender Flugplan |
| UFT            | Undergraduate Flight Training                                                                                              | |
| UH             | Utility Helicopter | Nutzhubschrauber (z. B. UH-1 Iroquois – die militärische Typenbezeichnung der Bell 205) |
| UHB            | Ultra-High-Bypass | Nebenstrom-Triebwerk; siehe: Turbofan, Nebenstromverhältnis |
| UHBR           | Ultra-High Bypass-Ratio Engine                                                                                             | (Triebwerke); siehe: Turbofan, Nebenstromverhältnis |
| UHCA           | Ultra High Capacity Aircraft                                                                                               | übergroßes Verkehrsflugzeug |
| UHDT           | Unable Higher Due Traffic                                                                                                  | |
| UHF            | Ultra High Frequency Art. 2, Sec.1, 2.1                                                                                    | Frequenzbereich zwischen 300 MHz bis 3 000 MHz, Decimetric waves (Dezimeter-Wellen) |
| UHP            | Ultra-High-byPass | Strahltriebwerk mit hohem Nebenstromverhältnis |
| UIC            | Upper Information Centre                                                                                                   | Zentrale für das obere Fluginformationsgebiet |
| UIMC           | Unintended Flight in Instrument Meteorological Conditions                                                                  | Unbeabsichtigter Flug in Instrumentenflug-Wetterbedingungen |
| UIR            | Upper Flight Information Region                                                                                            | Oberes Fluginformationsgebiet |
| UKCAA          | United Kingdom Civil Aviation Authority                                                                                    | |
| UKW            | Very high frequency | Ultrakurzwellen |
| UL             | Ultralight Aviation | Ultraleichtflugzeug – (genauer Luftsportgeräte) die Abflugmasse darf in Europa bei Einsitzern 300 Kilogramm und bei Zweisitzern 450 Kilogramm betragen                                                       |
| UL             | Upper Limits | |
| ULB            | Ultrasonic Locator Beacon, Underwater Locator Beacon                                                                       | (zur Ortung des Flugschreibers im Wasser – wird erst durch Kontakt mit Wasser aktiviert; sendet mindestens 30 Tage auf 37,5 kHz, Reichweite bis 2 Meilen; das Signal kann mit Hydrophon lokalisiert werden). |
| ULC            | Universal Logic Card | |
| ULC            | Urząd Lotnictwa Cywilnego                                                                                                  | polnisches Luftfahrtamt |
| ULD            | Unit Load Device (Cargo Code)                                                                                              | Luftfrachtkontainer – Container und Paletten |
| ULR            | Ultra Long Range | Ultra-Langstreckenflüge mit einer Dauer über 16 Stunden (Langstreckenflüge: 12–16 Stunden) |
| UL-SLP         | | Sonderlandeplatz für Ultraleichtflugzeuge |
| UM             | Unaccompanied Minor | unbegleitetes Kind (6.–12. Lebensjahr), unbegleitete Minderjährige |
| UMNR           | Unaccompanied Minor | unbegleitetes Kind (6.–12. Lebensjahr) |
| UN             | (Cargo Code) | Gefahrgutverpackung |
| UNA            | Unable | nicht in der Lage; unfähig |
| UNAP           | Unable to Approve | |
| UNATT          | unattended | unbeaufsichtigt |
| UNAVBL         | Unavailable | nicht verfügbar |
| UNCTL          | Uncontrolled | unkontrolliert |
| UNF            | Unified Fine Wire Thread                                                                                                   | (Norm im Rahmen des Unified Thread Standard, UTS) (siehe: Gewinde) |
| UNICOM; Unicom | Aeronautical Advisory Service; Aeronautical Advisory Station; Aeronautical Advisory Radio Communications Unit (unique COM) | Flugplätze mit nur einer Betriebsfrequenz; Universalfrequenz zur Übermittlung von Verkehrsinformationen zwischen den Piloten in der Platzumgebung                                                            |
| UN/ID          | UN Identifier (Cargo Code)                                                                                                 | Zahlencode der Verpackung |
| Uni Link       | Air-to-Ground Datalink | Text- und Datenübertragung zwischen Flugzeug und Bodenstation |
| UNK            | Unknown | unbekannt |
| UNKN           | Unknown | unbekannt (z. B. im PIREP für Pflichtfelder) |
| UNL            | Unlimited | unbegrenzt |
| UNLC           | Unlicensed | |
| UNLGTD         | Unlighted | unbefeuert |
| UNLKD          | Unlocked | |
| UNMTO          | Unmonitored | unbeobachtet; nicht überwacht |
| UNREL          | Unreliable | unzuverlässig |
| UNSHD          | Unscheduled | |
| UNT            | Undergraduate Navigator Training                                                                                           | |
| UNUSE          | Unusable | unbenutzbar |
| UP             | Unknown Precipitation | unbekannter Niederschlag (bei automatisierter Wetterbeobachtung) |
| UPG            | Upgrader | in eine höhere sitzklasse platzierter Passagier |
| UPR            | Upper | obere (z. B. UPR WINDS – upper winds) |
| UPT            | Undergraduate Pilot Training                                                                                               | |
| UR             | Upper Air Routes | Luftstraße im oberen Luftraum – z. B. UR15 |
| URAV           | Unmanned Reconnaissance Aerial Vehicle                                                                                     | Aufklärendes UAV (Unbemanntes Fluggerät) |
| URET           | User Request Evaluation Tool                                                                                               | in den 20 FFA Air Route Traffic Control Centers (der US-Name für Area Control Center (ACC)) – weist den Controller auf vorhersehbare Verkehrskonflikte hin und erteilt Lösungsvorschläge                     |
| U/S            | Unserviceable | nicht benutzbar; unbrauchbar; außer Betrieb |
| USAF           | US Air Force | US-Luftwaffe |
| USAFE          | US Air Force-Europa | US-Luftwaffe Europa |
| USAFIB         | Army Aviation Flight Information Bulletin (US)                                                                             | |
| USB            | Upper Side Band | oberes Seitenband (UKW) |
| USB            | Upper Surface Blowing | |
| USBL           | Useable | benutzbar |
| USG            | US Gallon | US Gallone (siehe: GAL – Gallone) |
| USRA           | Upper Air Space Special Rules Area                                                                                         | |
| USV            | Uninterruptible Power Supply (UPS)                                                                                         | unterbrechungsfreie Stromversorgung |
| UTA            | Upper Control Area | oberer kontrollierter Luftraum (siehe: Luftraumstruktur#Oberer Luftraum) |
| UTB            | Utschebno-Trenirowotschnij Bombardirowschtschik, (russ. Учебно-тренировочный бомбардировщик)                               | Schul- und Übungsbomber (z. B. Suchoi UTB-2) |
| UTC            | Coordinated Universal Time; Universal Time Coordinated                                                                     | Koordinierte Weltzeit; Weltzeit (hat GMT abgelöst), auch als Zulu-Time (kurz: Z) bezeichnet |
| UTIL           | Utility | Nutz-… |
| UTM            | Universal Transverse Mercator (Grid)                                                                                       | UTM-Koordinatensystem – eine einheitliche Meridianstreifen-Abbildung der Erde mit 6° breiten Zonenstreifen                                                                                                   |
| UTS            | Unified Thread Standard | Zollgewinde (Gewinde) |
| UUA            | Urgent PIREP | dringender PIREP (USA) |
| UW             | | Unterschreitungswahrscheinlichkeit |
| UWS            | ULD Weight Signal | Anzeige der zu erwartenden ULD Gewichte für einen anstehenden Flug |
| UWY            | Upper Airway | Obere Luftstraße |

zum Buchstabenanfang – U

### V
(zum nächsten Buchstaben – W) ... (zum Anfang der Liste)
VA, VB, VC, VD, VE, VF, VG, VH, VI, VL, VM, VN, VO, VP, VR, VS, VT, VV, VW, VX, VY, VZ
| V           | Victor | int. Buchstabieralphabet (ICAO-Alphabet) |
| V           | Victor-Airway; VFR-Airway (USA) | untere Luftstraßen (siehe J – Jet Airways) |
| V           | Varying | variable Windrichtung (z. B. 290V360 – Windrichtung variiert von 290° bis 360°) |
| V           | VOR | UKW-Drehfunkfeuer (siehe: VOR) |
| V           | Velocity | Geschwindigkeit, Fluggeschwindigkeit |
| V           | V Engine | V-Motor (Teil der Typenbezeichnung bei Flugmotoren – z. B. Allison V-1710) |
| V           | Volt | Einheit der elektrischen Spannung |
| V1          | Critical Engine Failure Speed; Decision Speed for Take-off Engine Failure; Takeoff Decision Speed                                           | Startabbruchgeschwindigkeit; Entscheidungsgeschwindigkeit, bis zu der ein Startabbruch möglich ist (z. B. B737 ca. 150 kt); Entscheidungsgeschwindigkeit bei Triebwerksausfall beim Start; Geschwindigkeit, bis zu der bei Ausfall eines kritischen Motors der Start abgebrochen werden kann; ist das Flugzeug schneller, als V1, dann muss es auch bei einem Triebwerksausfall starten; V1 gilt für größere Flugzeuge, die auch nach einem Triebwerksausfall eine ausreichende und genau definierte Steigleistung haben |
| V2          | Take-Off Safety Speed, Scheduled Target Speed (for Takeoff)                                                                                 | sichere Steiggeschwindigkeit; sichere Abhebegeschwindigkeit, bei der auch beim Ausfall eines Triebwerkes noch gestartet werden kann (z. B. B737 ca. 160 kt); die niedrigste Geschwindigkeit, bei der das Flugzeug nach dem Abheben mit einem Triebwerksausfall steigen kann – analog zu Vy (Velocity for Best Climb-Rate) bei einem ausgefallenen Motor – könnte man nach dieser Logik auch als Vy1 bezeichnen; für Strahlflugzeuge heißt es „Take-Off Climb Speed“ – die Geschwindigkeit ab 35 ft über der Startbahn bis zum Ende des zweiten Steigflugsegmentes; V2 wird durch VS (Überziehgeschwindigkeit) und VMCA (Minimum Control Speed – Airborne) bestimmt |
| V3          | All Engines Screen Speed | the all-engines operative speed at the screen height beim Start Takeoff is calculated from standstill to a height given by takeoff-screen-height (Hindernisfreihöhe), which is normally 35 feet. Während bei der Landung 50 ft Höhe über der Schwelle angesetzt wird; V2+10; analog zu VYSE (single engine best rate of climb) |
| V4          | All Engines Steady Initial Climb Speed | Die Geschwindigkeiten V1 bis V4 werden beim Start (Flugzeug) nacheinander durchlaufen – im fliegerischen Alltag ist für den Start nur V1, VR und V2 gebräuchlich |
| VA          | Design Maneuvering Speed; Maximum Maneuverspeed                                                                                             | maximale Manövergeschwindigkeit |
| VAT         | Target Threshold Speed, (Last Look Speed), Certified Threshold Speed                                                                        | Landeschwellengeschwindigkeit – die Geschwindigkeit, die man beim letzten Blick auf die Geschwindigkeitsanzeige haben sollte, bevor man zum Ausschweben (flare) ansetzt – dazu schaut man nur noch raus und nicht mehr auf die Instrumente; ältere britisches Englisch, praktisch identisch mit VREF – Referenzgeschwindigkeit (je nach Fluggewicht; darauf wird dann z. B. + 20 Kt für den Steigflug gerechnet: VREF+20) – die VAT kann aber auch noch einen Sicherheitsaufschlag (wegen Wind, Böen, Turbulenzen) auf die VREF enthalten |
| VAT0        | Target Threshold Speed for max. extended flaps                                                                                              | VAT für maximal ausgefahrene Klappen |
| VAT1        | Target Threshold Speed (one engine out landing)                                                                                             | |
| VAT2        | Target Threshold Speed for two enginges out landing                                                                                         | |
| VB          | Design Speed for Maximum Gust Intensity | maximale Manövergeschwindigkeit bei intensiven Windböen – Geschwindigkeiten aus dem v-n-Diagramm; Höchstgeschwindigkeit bei starken Böen |
| VC          | Design Cruising Speed, Design Cruise Speed                                                                                                  | Bemessungsreisegeschwindigkeit; Reisegeschwindigkeit, für die das Flugzeug konzipiert wurde; eine Geschwindigkeiten aus dem v-n-Diagramm |
| VD          | Design Diving Speed | Bahnneigungsfluggeschwindigkeit; eine Geschwindigkeiten aus dem v-n-Diagramm |
| VDF         | Demonstrated Diving Speed | demonstrierte Bahnneigungsfluggeschwindigkeit (auch als MDF angegeben, Vdf/Mdf) |
| VEF         | Speed at Engine Failure, Critical Engine Failure Speed                                                                                      | Startgeschwindigkeit, bei der der Ausfall des kritischen Triebwerks angenommen wird |
| VF          | Design Flap Speed | Höchstgeschwindigkeit bei voll ausgefahrenen Landeklappen – das obere Ende des weißen Bereiches am Fahrtmesser |
| VFC         | Final Climb Speed (take-off) | |
| VFE         | Maximum Flap Extended Speed, Flap Extend Speed                                                                                              | Höchstgeschwindigkeit mit ausgefahrenen Klappen; maximale Geschwindigkeit mit ausgefahrenen Landeklappen; maximale Geschwindigkeit, bei der noch mit gesetzten Klappen geflogen werden darf – kann für die verschiedenen Klappenstellungen unterschiedlich sein |
| VFO         | Flap Operating Speed | Höchstgeschwindigkeit für das Ein- und Ausfahren der Klappen |
| VFR         | Flap Retraction Safety Speed | |
| VFS         | Flap Retraction Speed | V-Flaps – Geschwindigkeit, bei der die Klappen eingefahren werden (ca. V2 + 30) |
| VFTO        | Final Takeoff Speed | |
| Vg          | Ground Speed | Geschwindigkeit über Grund |
| VH          | Maximum Speed in Level Flight with Maximum Continuous Power                                                                                 | |
| VIMD        | Speed for Minimum Drag | |
| VIMP        | Speed for Minimum Power | |
| VLE         | Velocity Landing Gear Extended, Maximum Landing Gear Extended Speed                                                                         | Höchstgeschwindigkeit mit ausgefahrenem Fahrwerk |
| VLO; Vlo    | Velocity Landing Gear Operation Landing Gear Operation Speed                                                                                | Höchstgeschwindigkeit, bei der das Fahrwerk ein- oder ausgefahren werden darf, maximale Fluggeschwindigkeit zum Ein- oder Ausfahren des Fahrwerks |
| VLOF        | Velocity Lift-Off, Lift Off Speed, Maximum Lift-Off (unstick) Speed                                                                         | Abhebegeschwindigkeit (wenn der Reifen den Boden verlässt) – wird nur bei Strahlflugzeugen verwendet (siehe: Rotieren) Abhebegeschwindigkeit |
| VMAX TIRE   | Max Tire Speed | Höchstgeschwindigkeit für die Flugzeugreifen |
| VMBE        | Maximum Brake Energy Speed | Höchstgeschwindigkeit, aus der man mit den Radbremsen zum Stillstand abbremsen kann |
| VMC         | Minimum Control Speed with the Critical Engine Inoperative                                                                                  | Mindestgeschwindigkeit, bei der ein mehrmotoriges Flugzeug bei Ausfall des kritischen Triebwerks und Volllast auf den restlichen Triebwerken noch gesteuert werden kann – auf dem Fahrtmesser durch die Red Line markiert siehe: VMCA |
| VMCA        | Minimum Control Speed – Airborne, Minimum Air Control Speed                                                                                 | (siehe: Rotieren) – minimale Geschwindigkeit, bei der das Flugzeug unter näher spezifizierten Bedingungen geflogen und gesteuert werden kann; britisches Englisch: VMCA; US-Englisch: VMC |
| VMCG        | Minimum Control Speed – Ground | (siehe: Rotieren) – minimale Kontrollgeschwindigkeit beim Startlauf am Boden, wenn das Flugzeug den Start fortsetzten soll – gilt nicht für leichte Zweimots |
| VMCL        | Minimum Control Speed for Landing Approach, Minimum Control Speed in Landing Configuration                                                  | (alle Motoren funktionieren) – (siehe: Rotieren) – siehe: VMCG |
| VMO         | Velocity of Maximum Operation. Max Operating Limit Speed                                                                                    | maximale zulässige Fluggeschwindigkeit; höchstzulässige Fluggeschwindigkeit im Normalbetrieb |
| VMS         | Minimum Speed in the Stall | die geringste Geschwindigkeit, die bei einem Überziehmanöver erreicht wird |
| VMT         | Minimum Threshold Speed | |
| VMU         | Minimum Unstick Speed | ab dieser Geschwindigkeit reicht die Auftriebskraft, um ohne Tailstrike abheben zu können; Mindestgeschwindigkeit, bei der ein Flugzeug ohne Gefahr abheben kann; ab dieser Geschwindigkeit reicht die Auftriebskraft, um ohne Tailstrike abheben zu können; VMU-Test |
| VNE         | Velocity Never Exceed, Never Exceed Speed                                                                                                   | Geschwindigkeit, die niemals überschritten werden darf; höchstzulässige Geschwindigkeit – am Fahrtmesser das Ende des gelben Bereiches – mit einer roten Linie markiert |
| VNO         | Velocity Normal Operations, Normal Operating Speed, (Maximum Structural Cruising Speed)                                                     | höchste zulässige Fluggeschwindigkeit im Normalbetrieb; höchste festigkeitsmäßig bedingte Reisegeschwindigkeit – am Fahrtmesser das obere Ende des grünen und Beginn des gelben Bereichs |
| VP          | Aquaplaning Speed | Aquaplaning-Geschwindigkeit |
| VR          | Velocity Rotate | Geschwindigkeit zum Rotationszeitpunkt beim Start (Bugrad hebt ab – Flugzeug nimmt die Lage zum Abheben ein), abhängig von Weight and Balance; Rotiergeschwindigkeit – bei dieser ist der Steuerknüppel zu ziehen, um das Abheben einzuleiten |
| VREF        | Referential Speed, Referential Landing Speed, Landing Reference Speed                                                                       | Referenzgeschwindigkeit (je nach Fluggewicht; darauf wird dann z. B. + 20 Kt für den Steigflug gerechnet: VREF+20; bzw. in den verschiedenen Phasen des Anfluges VREF+15, VREF+15, VREF+5; z. B. VREF=156kt – daraus folgt VREF+5=161kt, VREF+10=166kt usw.); VREF ist die angestrebte Geschwindigkeit (Zielgeschwindigkeit) auf dem letzten Teil des Anfluges (short final) älteres britische Englisch: VAT: Geschwindigkeit bei der Landung – 50 ft über der Schwelle der Landebahn |
| VS          | Stalling Speed; Stall Speed | Überziehgeschwindigkeit – minimale konstante Fluggeschwindigkeit, bei der das Flugzeug noch zu kontrollieren ist |
| VS0         | Stall Speed in Landing Configuration (Power off, Flaps and Landing Gear extended), Zero Thrust Stall Speed – Flaps extended                 | Überziehgeschwindigkeit in Landekonfiguration – bei Leerlauf, Fahrwerk und Landeklappen in Landekonfiguration – also ausgefahren; Stall-Geschwindigkeit in Landekonfiguration (Landeklappen, Fahrwerk) – das Ende des weißen Kreisbogens auf dem Fahrtmesser – die langsamste überhaupt fliegbare Geschwindigkeit. |
| VS1         | Stall Speed – Power off in Clean Configuration; Zero Thrust Stall Speed – flaps in specific Position; Stall Speed in Specific Configuration | Überziehgeschwindigkeit bei Leerlauf, Fahrwerk und Landeklappen eingefahren; Stall-Geschwindigkeit in Reiseflugkonfiguration (ohne ausgefahrene Landeklappen und Fahrwerk); Mindestgeschwindigkeit für eine bestimmte Klappen- und Fahrwerkstellung |
| VS1G        | Stalling Speed for a Force Equalling 1 G | Stallspeed bei 1 G (Beschleunigung) |
| VS15        | (example) Stalling Speed with 15 Degreed Flap                                                                                               | (Beispiel) Stallspeed bei 15 Grad Klappenstellung |
| VSR15       | Reference Stall Speed | Überziehgeschwindigkeit |
| VSRO15      | Reference Stall Speed in the landing configuration                                                                                          | Überziehgeschwindigkeit in Landekonfiguration |
| VSR115      | Reference Stall Speed in a specific configuration                                                                                           | Überziehgeschwindigkeit in einer bestimmten Konfiguration |
| VSSE        | Safe Single Engine Speed | eine Geschwindigkeit oberhalb von VS und VMCA – mit einem gewissen Sicherheitszuschlag, um gefahrlos simulierte Motorausfälle trainieren zu können (asymmetrische Flugzustände) |
| VSW15       | speed at which onset of natural or artificial stall warning occurs                                                                          | Geschwindigkeit für Überziehwarnungssignal Konfiguration |
| VTD         | Touch-Down Speed | |
| VTGT        | Target Speed | Geschwindigkeit für den Landeanflug |
| VThr        | Target Threshold Speed | |
| VTMAX       | Maximum Threshold Speed | normalerweise VREF+15 – sonst wird die Landebahn „überschossen“ |
| VTOSS       | Takeoff Safety Speed for Category A Rotorcraft                                                                                              | |
| VTOSS       | Takeoff Safety Speed | die Geschwindigkeit, ab der das Flugzeug sicher zu steuern ist – im Fall eines Motorausfalls (plötzlicher und vollständiger Ausfall des kritischen Motors im Steigflug – nach dem Start) aber ohne garantierter Steigleistung; mit einem Sicherheitsaufschlag auf VS und VMCA |
| Vx          | Velocity for Best Climb-Angle, Best Angle Speed, Best Angle of Climb                                                                        | Fluggeschwindigkeit für besten Steigwinkel (Merksatz:Vx oder Du bist Ex – [Exitus]) – steiler als mit Vx geht es nicht hoch; Geschwindigkeit für maximalen Steigwinkel in Bezug zum Entfernungsgewinn um rasch (in der kürzesten Flugstrecke) vom Boden wegzukommen – Vx ist für das Überfliegen von Hindernissen nach dem Start interessant, danach ist Vy effektiver für den Steigflug; Vx gilt meist bis 1500 ft AGL. Vx ist meist das 1,3fache von VS0. Vx dient dazu, um Hindernisse nach dem Start zu überqueren; größter Höhengewinn auf der kürzesten Strecke. |
| VXSE        | Velocity for Best Single-Engine Climb-Angle                                                                                                 | (für Zweimots) Fluggeschwindigkeit für besten Steigwinkel bei Ausfall eines Triebwerkes und nur einem verbleibenden Triebwerk – analog zu: VYSE, siehe auch: Vx |
| Vy          | Velocity for Best Climb-Rate, Best Rate of Climb Speed                                                                                      | Fluggeschwindigkeit für die beste Steigrate (pro Zeit); mit Vy steigt man am schnellsten (Best Rate of Climb), auch wenn man im Gegensatz zu Vx eine weitere Strecke dabei zurücklegt; Geschwindigkeit für bestes Steigen – größter Höhengewinn in kürzester Zeit |
| VYSE        | Best Single-Engine Rate of Climb Speed | (für Zweimots) Fluggeschwindigkeit für die beste Steigrate bei Ausfall eines Triebwerkes und nur einem verbleibenden Triebwerk – siehe ansonsten: Vy; VYSE variiert mit dem Flugzeuggewicht – bei leichten Zweimots gibt der Hersteller meist nur die VYSE für das höchste Gewicht an, bei größeren Flugzeugen – mit einer größeren Variabilität des Gewichtes – muss das konkrete Gewicht für die konkrete VYSE bekannt sein. Die blue line auf dem Fahrtmesser zeigt VYSE für das maximal mögliche Gesamtfluggewicht – All Up Weight – AUW – an |
| VA          | Design Maneuvering Speed | maximale Manövergeschwindigkeit – siehe: VA |
| VA          | Volcanic Ash | Vulkanasche (Gefahr) – (Wetterschlüssel für METAR und TAF) |
| VAA         | Volcanic Ash Advisory | Warnhinweise wegen Vulkanasche |
| VAAC        | Volcanic Ash Advisory Centre | Vorhersagezentrum für Vulkanasche (gibt Warnungen für den Flugverkehr heraus, weltweit gibt es 7 Gebiete mit den Zentren: London, Toulouse, Anchorage, Washington, Montreal, Darwin, Wellington und Tokyo) |
| VAC         | Visual Approach Chart | |
| VAC         | Volt AC, Volt Alternating Current | Volt Wechselstrom (z. B. 12 V ~) |
| VACX        | Volt AC, Volt Alternating Current | Volt Wechselstrom (z. B. 24 V ~) |
| VAD         | Visual Approach and Departure | Sichtanflüge und Sichtabflüge |
| VAL         | Visual Approach and Landing Chart | Sichtanflug- und Landekarte |
| VAL         | Valuable Transport (Cargo Code) | Wertfracht |
| VAL         | in Valleys | in Tälern (Tal) |
| VAL         | Vertical Alarm Level | (Flugsicherung) |
| VAPI        | Visual Approach Path Indicator | |
| VAR         | Magnetic Variation | Ortsmissweisung (OM) (Winkel zwischen MN und TN); Ortsmissweisung, Variation, Deklination |
| VAR         | Visual and Aural Range | im Prinzip ein „Vierkursfunkfeuer“, arbeitet im Frequenzbereich 108 bis 112 MHz Es werden, sich zwei überlappende Strahlungscharakteristiken erzeugt, die sich durch unterschiedliche Tastung im Rhythmus der Morsezeichen 'A' (.-) und 'N' (-.) unterscheiden (A-N-Tastung). An der Schnittlinie der beiden Charakteristiken ergänzen sich die Zeichen A und N zu einem Dauerton, der das Kriterium für einen Kurs bildet. Durch Abhören der Tastzeichen A und N und des Dauertones mit einem einfachen Funkempfänger kann das Luftfahrzeug auf dem Kurs geführt werden. Neben der A-N-Tastung besteht noch eine 90-Hz/150-Hz-Modulation, die eine im Azimut um 90° bzw. 270° gedrehte Richtung angibt. Vierkursfunkfeuer werden nicht mehr neu aufgestellt, da VOR-funkfeuer die Aufgaben besser erfüllen können. |
| VARS        | Vertical and Azimuth Reference System | in Navigationsanlagen |
| VASI        | Visual Approach Slope Indicator | Gleitwinkelbefeuerung; Gleitpfad-Indikator (Sichtflug); Gleitwinkelanzeige (neben der Landebahn installiert) |
| VASIP       | Voluntary Aviation Safety Information Sharing Process                                                                                       | |
| VASIS       | Visual Approach Slope Indicator System | Gleitwinkelbefeuerung; optische Gleitweganzeige; rot/rot – zu tief (Merksatz: red over red – you are dead); weiß/weiß – zu hoch; rot/weiß – OK (Merksatz: red over white – you are right) |
| VAT         | Target Threshold Speed | siehe: VAT |
| VBS         | Vertical Beam Sensor | |
| VBV         | Variable Bleed Valve | |
| VC          | Design Cruising Speed | Reisegeschwindigkeit, für die das Flugzeug konzipiert wurde – siehe: VC |
| VC          | | Vereinigung Cockpit |
| VC          | Vicinity | in der Umgebung – innerhalb von 8 km um den Flugplatz (Wetterschlüssel für METAR und TAF) |
| VCD         | Vertical Climb and Descent | |
| VCH         | Version Change | Änderung zur Flugzeugvariante (z. B. von B737-300 auf B737-500) |
| VCM         | Vapor Cycle Machine | Kühlsystem |
| VCNTY       | Vicinity | Umgebung |
| VCOA        | Visual Climb Over Airport | |
| VCS         | Voice Communication System | |
| VCS         | Voice Command System | Sprachsteuerung |
| VCSH        | Showers in Vicinity | Regenschauer in der Umgebung |
| VCTS        | Thunderstorms in Vicinity | Gewitter in der Umgebung |
| VCY         | Vicinity | Umgebung |
| VDC         | Volt DC, Volt Direct Current | z. B. 12 Volt Gleichstrom |
| VDF         | VHF Direction Finding | UKW-Peilstelle – ermittelt das QDM eines Luftfahrzeuges |
| VDF         | | Verband deutscher Flugleiter |
| VDF/MDF     | Demonstrated Flight Diving Speed | |
| VDGS        | Visual docking guidance system | visuelles Andock-Leitsystem |
| VDI         | Vertical Display Indicator | Stellt für den Piloten den Flugweg bei schlechten Sichtverhältnissen dar. |
| VDL         | VHF Digital (Data) Link | VHF-Datenfunk |
| VDL2        | VHF Digital Link Mode 2 | VHF-Datenfunk, wird in den nächsten Jahren ACARS ablösen |
| VDL4        | VHF Digital Link Mode 4 | VHF-Datenfunk, geplante Weiterentwicklung von VDL2 |
| VDP         | Visual Descent Point | Sicht-Sink-Punkt |
| VDR         | Very High Frequency Data Radio | |
| VRD         | VHF Data Radio | (z. B. ACARS – Aircraft Communications Addressing and Reporting System) |
| VE          | Visual Exempted | |
| VEC         | Visual En-route Chart | |
| VEF         | Speed at Engine Failure, Critical Engine Failure Speed                                                                                      | Startgeschwindigkeit, bei der der Ausfall des kritischen Triebwerks angenommen wird |
| VER         | Vertical | senkrecht |
| VERACC      | Vertical Acceleration | Vertikalbeschleunigung (des Flugzeuges) – z. B. beim Landen |
| VERT        | Vertical | senkrecht |
| VERACC      | Vertical Acceleration | Vertikalbeschleunigung |
| VermZ       | | Vermittlungszentrale |
| VEX         | Vertical Extension | Vertikale (Höhen-)Ausdehnung |
| VF          | Design Flap Speed | |
| VFC         | Very Fragile Cargo (Cargo Code) | hoch empfindliche Fracht (sehr zerbrechlich) |
| VFE         | Maximum Flap Extended Speed | höchste zulässige Fluggeschwindigkeit mit ausgefahrenen Landeklappen |
| VFE         | Variable-Flap Ejector Nozzle | B. |
| VFE         | | virtueller Flugzeugentwurf |
| VHF         | Very High Frequency | Ultrakurzwelle |
| VFK         | Air Communications Flight (East German Airforce)                                                                                            | Verbindungsfliegerkette (Luftstreitkräfte der Nationalen Volksarmee) |
| VFR         | Visual Flight Rules | Sichtflug-Regeln; Sichtflugbedingungen |
| VFTO        | Final Takeoff Speed | siehe: VFTO |
| VFW         | | Vereinigte Flugtechnische Werke (z. B. VFW-614) |
| VG          | Vortex Generators | „Wirbelgenerator“ zur Grenzschichtbeeinflussung – aber kein Grenzschichtzaun |
| VG          | Vertical Gyro, Vertical Gyroscope | Kreiselinstrument (mit vertikaler Rotationsachse) |
| VGDS        | Visual Guidance Docking system | visuelles Andock-Leitsystem |
| VGH         | V – Velocity, G – Acceleration, H – Height, VGH Flight Recorder                                                                             | früher Flugschreiber für Geschwindigkeit, Beschleunigung und Höhe |
| VGML        | Vegetarian Meal Non Diary (Catering Code)                                                                                                   | vegetarisches Essen ohne Milchprodukte – siehe: Flugzeugessen |
| VGSI        | Visual Glide Slope Indicator | spezielle AnflugBefeuerung |
| VGSIS       | Visual Glide Slope Indicator System | spezielle AnflugBefeuerung |
| VH          | Maximum Speed in Level Flight with Maximum Continuous                                                                                       | |
| VHB         | Very-High-Bypass | Strahltriebwerk mit hohem Nebenstromverhältnis |
| VHF         | Very High Frequency Art. 2, Sec.1, 2.1 | Frequenzbereich zwischen 30 MHz bis 300 MHz (Metric waves), auch Ultrakurzwelle; |
| VHF/DF      | VHF Direction Finding | Richtungsermittlung vom Flugplatz aus mittels Peilung des Sprechfunksenders – mit Ultrakurzwelle |
| VHS         | Very High Speed | Hochgeschwindigkeit |
| VI          | Vicinity | in der Umgebung |
| VIA         | By way of | Über |
| VIA         | Versatile Integrated Avionics | z. B. in der Boeing 717-200 |
| VIB         | Vibration | Vibrationen |
| VIC         | Very Important Cargo (Cargo Code) | sehr wichtige Fracht |
| VIFF        | Vectoring in Forward Flight | |
| VIGV        | Variable Inlet Guide Vanes | (Boeing 747) |
| VIP         | Very Important Person | Sehr wichtige Person |
| VIS         | Visibility | Sicht; Sichtweite (Bodensicht) |
| VIU         | Video Interface Unit | |
| VLA         | Very Light Aircraft | Leichtflugzeug (Startgewicht max. 750 kg; Überziehgeschwindigkeit max. 45 kn) |
| VLE         | Velocity Landing Gear Extended, Landing Gear Extended Operation Speed                                                                       | höchste zulässige Fluggeschwindigkeit mit ausgefahrenem Fahrwerk |
| VLF         | Verantwortlicher Luftfahrzeugführer | |
| VLF         | Very Low Frequency Art. 2, Sec.1, 2.1 | Frequenzbereich zwischen 3 kHz bis 30 kHz, Myriametric Waves (dt. Langwelle, LW) |
| VLJ         | Very Light Jet | sehr leichter Jet; Minijet – z. B. Eclipse 500; Cessna Citation Mustang; Diamond D-Jet; Adam A700 |
| VLLY        | Valley | Tal |
| VLML        | Vegetarian Meal Lacto Ovo (Catering Code)                                                                                                   | lactovegetarisches Essen (siehe: Vegetarische Küche) – siehe: Flugzeugessen |
| VLO         | Velocity Landing Gear Operation, Landing Gear Operation Speed                                                                               | höchste zulässige Fluggeschwindigkeit zum Ein- oder Ausfahren des Fahrwerks – siehe: VLO |
| VLOF        | Lift-Off Speed | siehe: VLOF |
| VLP         | | Verkehrslandeplatz |
| VLR         | Very Long Range | sehr große Reichweite |
| VLV         | Valve | Ventil, Klappe (Armatur) |
| VMBE        | Maximum Brake Energy Speed | maximale Geschwindigkeit, von der aus sich das Flugzeug am Boden bis zum Stand abbremsen lässt |
| VMC         | Visual Meteorological Conditions | Sichtwetterbedingungen; Sichtflug-Wetterbedingungen; Sichtflugbedingungen (siehe: Sichtflug) |
| VMC         | Minimum Control Speed with the Critical Engine Inoperative                                                                                  | siehe: VMC |
| VMCA        | Air Minimum Control Speed, Minimum Control Speed Air                                                                                        | minimal benötigte Geschwindigkeit für aerodynamische Steuerung im Flug (bei max. 5° Schräglage) |
| VMCG        | Ground Minimum Control Speed, Minimum Control Speed Ground                                                                                  | für aerodynamischer Steuerung beim Abheben erforderliche minimale Geschwindigkeit – siehe: VMCG |
| VMO/MMO     | Maximum Operating Limit Speed, Maximum Operating Speed                                                                                      | siehe: VMO |
| VMU         | Minimum Unstick Speed | ab dieser Geschwindigkeit reicht die Auftriebskraft, um ohne Tailstrike abheben zu können – siehe: VMU; VMU-Test |
| VNAP        | Vertical Noise Abatement | Vertikale Lärmschutzbeschränkung |
| VNAV, V NAV | Vertical Navigation | Vertikale Navigation; Steig-/ Sinkflug |
| VNC         | Visual Navigation Chart | Sichtnavigationskarte |
| VNE         | Velocity Never Exceed | höchste zulässige Fluggeschwindigkeit in ruhiger Luft |
| VNO         | Velocity Normal Operation (maximum structural cruising speed)                                                                               | höchste zulässige Fluggeschwindigkeit |
| VNV         | Dutch Air Line Pilots Association | Vereinigung der Niederländischen Verkehrsflieger |
| VO          | Vertical (Mounted)/(Horizontally) Opposed                                                                                                   | vertikal eingebauter Boxermotor (Teil der Typenbezeichnung bei Flugmotoren – z. B. Lycoming VO-540) |
| VOID        | | nichtig, ungültig |
| VOL         | Volume | Lautstärke |
| VOLMET      | Meteorological Information for Aircraft In Flight                                                                                           | Wetterinformation für Luftfahrzeuge im Fluge; Wettermeldungen der Flughäfen (METAR) und der Trend; regionale Platzwettermeldung (Dauerausstrahlung) |
| VOLT        | Voltage | Elektrische Spannung |
| VOR         | VHF Omnidirectional Radio Range Nr.3.3 | UKW-Drehfunkfeuer, |
|             | | |
| VOR/DME     | VOR kolloziert mit einem DMENr.3.5.2.6 | VOR koloziert mit einem DME/N |
| VORTAC      | VOR kolloziert mit einem TACAN | VOR koloziert mit einer TACAN |
| VOT         | VOR Airborne Equipment Test Facility, Att.E, Nr.1                                                                                           | VOR die nur ein konstantes Radial für Testzwecke der Bordempfänger ausstrahlt, auch Very High Frequency (VHF) Omnirange Test |
| VOX         | Voice | Stimme (Funkkontakt mittels gesprochenem Wort) |
| VPA         | Vertical Path Angle | |
| VPD         | Vehicle or Pedestrian Deviations | Person oder Kraftfahrzeug auf der Landebahn – entgegen den Anweisungen der Flugsicherung |
| VPL         | Vertical Protection Level | (Flugsicherung) |
| VR          | Rotation Speed | Rotationsgeschwindigkeit (siehe: Rotieren) – siehe: VR |
| VR          | Voice Recorder | |
| VR          | Military Training Route – VFR, VFR Military Training Route                                                                                  | auf Luftfahrtkarten publizierte militärische Trainingsroute für militärische Übungsflüge (Sichtflüge – VFR) – analog dazu für Instrumentenflug heißen die Routen IR – Military Training Route – IFR |
| VRB         | Variable | Veränderlich |
| VRBL        | Variable | Veränderlich |
| VREF        | Referential Speed; Reference Landing Speed; Reference Speed                                                                                 | siehe: VREF |
| VRS         | Voice Response System | |
| VS          | Stallspeed | Überziehgeschwindigkeit – siehe: VS |
| VS          | Air Communications Squadron (East German Airforce)                                                                                          | Verbindungsfliegerstaffel (Luftstreitkräfte der Nationalen Volksarmee) |
| V/S         | Vertical Speed | Steig-/Sinkfluggeschwindigkeit |
| VS0         | Stall Speed, Power Off, Flaps and Landing Gear Extended                                                                                     | Überziehgeschwindigkeit bei Leerlauf, Fahrwerk und Landeklappen in Landekonfiguration – siehe: VS0 |
| VS1         | Stall Speed, Power Off, Clean Configuration                                                                                                 | Überziehgeschwindigkeit bei Leerlauf, Fahrwerk und Landeklappen eingefahren – siehe: VS1 |
| VSBL        | Visible | sichtbar |
| VSBLTY      | Visibility | Sicht |
| VSCF        | Variable Speed Constant Frequency | (eine Variante des CSD – Constant Speed Drive) |
| VSCS        | Voice Switching Communications System | |
| VSD         | Vertical Situation Display | Variometer |
| VSI         | Vertical Speed Indicator | Variometer; Steiggeschwindigkeitsmesser |
| VSL         | Vertical Speed Limit | eine Resolution Advisory im TCAS |
| VSOPS       | Variable Speed Operations | Dispatchverfahren, bei der derjenige Cost Index ermittelt und benutzt wird, bei dem der Flug pünktlich am Ziel ankommt. |
| VSP         | Vertical Speed | vertikalte Geschwindigkeit (des Windes bei Clear Air Turbulence – CAT) |
| V-Speeds    | Performance Speeds | |
| VSS         | Visual Segment Surface | Hindernisfreifläche für den Bereich unterhalb der OCA/H |
| V/STOL      | Vertical/Short Take-Off and Landing | Vertikalstart/Kurzstart und Landung, siehe: STOL |
| VSV         | Variable Stator Vanes | (am Triebwerk) |
| VTA         | Vertex Time of Arrival | |
| VTC         | Visual Terminal Chart | |
| VTHOL       | Vertical Take-Off Horizontal Landing | Vertikalstart und Horizontallandung, siehe: STOL |
| VTK         | Vertical Track | |
| VTOSS       | Takeoff Safety Speed for Category A Rotorcraft                                                                                              | |
| VTC         | Visual Terminal Chart | |
| VTG         | | variable Turbinengeometrie |
| VTG         | Track Made Good and Ground Speed | (Geschwindigkeit: Track und Geschwindigkeit über Grund) |
| VTK         | Vertical Track | vertikaler Kurs (Höhenprofil) |
| VTOL        | Vertical Take-Off And Landing | Senkrechtstart und -landung |
| VTR         | Variable Thrust Rating | variable Leistungsstufe |
| VTR         | Variable Takeoff Rating | |
| VTT         | Variable Taxi Time | |
| VTUAV       | Vertical Takeoff and Landing Unmanned Aerial Vehicle                                                                                        | Senkrecht startendes und landendes UAV – auch: VTOL UAV genannt |
| VV          | Vertical Visibility | bei geschlossener Wolkendecke (OVC) oder undefinierbarer Wolkendecke wird die Vertikalsicht in Fuß angegeben – gerundete Hunderter (z. B. VV400) – METAR-Code |
| VV          | Vice Versa | und umgekehrt; hin und zurück |
| V/V         | Vertical Velocity | vertikale Geschwindigkeit |
| VVI         | Vertical Velocity Indicator | Variometer |
| VVS         | Voenno-Vozdushnie Sili, Военно-воздушные силы                                                                                               | Russische Luftstreitkräfte |
| VWS         | Visual Warning System | optisches Warnsystem (abwechselnd rote und grüne Lichtstrahlen) für Washington D.C., um Piloten zu informieren, dass sie die Washingtoner Air Defense Identification Zone (DCADIZ) oder die Flight Restricted Zone (FRZ) verletzt haben. Der Pilot soll daraufhin sofort die Flugsicherung kontaktieren und die ADIZ verlassen. |
| Vx          | Velocity for Best Climb-Angle, Best Angle Speed                                                                                             | Fluggeschwindigkeit für besten Steigwinkel – siehe: Vx |
| Vy          | Velocity for Best Climb-Rate; Best Rate of Climb Speed                                                                                      | Fluggeschwindigkeit für beste Steigrate – siehe: Vy |
| VYSE        | Best Single-Engine Rate of Climb Speed | Fluggeschwindigkeit für die beste Steigrate – siehe; VYSE |
| VYW         | Unit Load Device (ULD) | IATA-ID-Code für einen bestimmten Typ Luftfrachtkontainer – Wertfrachtbox |
| VZA         | Unit Load Device (ULD) | IATA-ID-Code für einen bestimmten Typ Luftfrachtkontainer – PKW-Transportplattform |

zum Buchstabenanfang – V

### W
(zum nächsten Buchstaben – X) ... (zum Anfang der Liste)
WA, WB, WC, WD, WE, WF, WG, WH, WI, WK, WL, WM, WN, WO, WP, WR, WS, WT, WV, WW, WX, WY
| W          | Whiskey                                                                             | int. Buchstabieralphabet (ICAO-Alphabet) |
| W          | West; Western Longitude                                                             | Westen; westlich; westliche Länge |
| (W)        | Winter Time                                                                         | Winterzeit |
| W          | White                                                                               | Weiß |
| W          | Watts                                                                               | Watt |
| W          | Warm                                                                                | warm |
| WA         | Wind Angle                                                                          | Winkel zwischen Wind und Flugkurs |
| WA         | AIRMET, AIRMET Message Identifier                                                   | Flugwettermeldung (siehe Flugwetterdienst) |
| WAAS       | Wide Area Augmentation System                                                       | spezielles Differential GPS-System; verbesserte Navigationsgenauigkeit durch Übermittlung von Korrektursignalen |
| WAC        | World Aeronautical Charts                                                           | Weltluftfahrtkarten (Luftfahrtkarte) – ICAO – 1 : 1.000.000 |
| WAFC       | World Area Forecast Centre                                                          | Weltgebietsvorhersagezentrale |
| WAFS       | World Area Forecast System                                                          | Weltgebietsvorhersagesystem |
| WAGE       | Wide Area GPS Enhancement                                                           | |
| WARN       | Warning                                                                             | Warnung (z. B. Fire prot det & warn – Feuerschutz Erkennung und Warnung) |
| WAT        | Weight, Altitude, Temperatur                                                        | Gewicht, Höhe, Temperatur |
| WAT-Limits | Weight, Altitude, Temperature                                                       | Gewicht-Höhe-Temperatur Limits – Betriebseinschränkungen für den Start |
| WATIR      | Weather and Terminal Information Rectifier                                          | |
| WATOG      | World Airlines Technical Operations Glossary                                        | |
| WATRS      | West Atlantic Route System                                                          | |
| WAV        | Portable Water Vehicle                                                              | Frischwasserfahrzeug |
| WAYPNT     | Waypoint                                                                            | Wegpunkt |
| WB         | Westbound                                                                           | in westliche Richtung fliegend |
| WB         | Wide Body Aircraft                                                                  | Großraumflugzeug (Flugzeug mit großem Flugzeugrumpf) |
| W&B, W/B   | Weight and Balance                                                                  | Gewichts- und Schwerpunktberechnung für die Beladung und Betankung des Flugzeuges |
| WBAR       | Wingbar Lights                                                                      | |
| WBC        | Weight and Balance Computer                                                         | |
| WBL        | Wing buttock line                                                                   | |
| WBM        | Weight and Balance Manual                                                           | Handbuch zur Gewichts- und Schwerpunktberechnung |
| WC         | Wire Combed                                                                         | |
| WC         | Wind Component                                                                      | Windkomponente |
| WCA        | Wind Correction Angle                                                               | Schiebewinkel, Luvwinkel (L); Vorhaltewinkel; Winkel des Steuerkurses, der die Windabdrift ausgleichen soll |
| WCBD       | Wheelchair Dry Cell Battery                                                         | Elektrorollstuhl mit Trockenbatterie |
| WCBW       | Wheelchair Wet Cell Battery                                                         | Elektrorollstuhl mit Nassbatterie |
| WCHC       | Wheelchair Cabin Seat                                                               | Rollstuhl bis zum Kabinensitzplatz, Passagier benötigt auch in der Cabine Hilfe (Querschnittsgelähmte Person) |
| WCHR       | Wheelchair Ramp                                                                     | Rollstuhl bis zum Flugzeug, Passagier kann gehen aber keine weite Strecken |
| WCMP       | Wheelchair Manual Power                                                             | Rollstuhl – von Hand betrieben |
| WCHS       | Wheelchair Step                                                                     | Rollstuhlfahrer, Passagier kann gehen, aber keine Treppen bewältigen |
| WCO        | Weapons Control Order                                                               | |
| WCO        | Weight Control Officer                                                              | |
| WCOB       | Wheelchair On Board                                                                 | Rollstuhl in der Passagierkabine |
| WDI        | Wind Direction Indicator                                                            | Windrichtungsanzeiger (ist nicht nur ein einfacher Windsack) |
| WDM        | Wiring Diagram Manual                                                               | |
| WDSPR      | Widespread                                                                          | weit ausgedehnt |
| WE         |                                                                                     | Windeinfallswinkel |
| WE         | Weekend                                                                             | Wochenende |
| WEA        | Weather                                                                             | Wetter |
| WED        | Wednesday                                                                           | Mittwoch |
| WEF        | With Effect From                                                                    | Mit Wirkung von |
| WEP        | War Emergency Power                                                                 | Amerikanischer Ausdruck im Zweiten Weltkrieg; Triebwerkseinstellung über 100 % der Normalleistung (maximal rated power) – für höchstens 5 Minuten, dazu wurde ein Sperrdraht am Schubhebel durchgerissen |
| WES        | Warning Electronics System                                                          | elektronisches Warnsystem |
| WEU        | Warning Electronics Unit                                                            | (Boeing 747, Boeing 777) |
| WFO        | Weather Forecast Office                                                             | |
| WFOV HUD   | Wide Field-of-View Head-Up-Display                                                  | Weitwinkel-Frontscheiben Head-Up-Display |
| WFV        | Wehrfliegerverwendungsfähigkeit                                                     | Untersuchung bzw. Status zur Verwendungsfähigkeit in einem militärischen Luftfahrzeug |
| WFZ        | Weapons Free Zone                                                                   | |
| WG         | Wing                                                                                | Tragfläche |
| WGS        | World Geodetic System                                                               | World Geodetic System; aktuell: WGS84 – Geodätisches Referenzellipsoid auf das sich z. B. das satellitengestützte GPS bezieht |
| WGT        | Weight                                                                              | Gewicht |
| WH         | Hurricane Advisory                                                                  | |
| WHCU       | Window Heat Control Unit                                                            | |
| WHL        | Wheel                                                                               | Reifen |
| WHLS       | Wheels                                                                              | Reifen (Plural) |
| WHT        | White                                                                               | Weiß – (Wetterschlüssel – Militär – Hauptwolkenuntergrenze 1500 ft, Bodensicht 5 km) (siehe: Color-Code) |
| WI         | Within                                                                              | innerhalb (der nachfolgenden Ortsangabe) – z. B. WI 07NM RADIUS |
| WID        | Width                                                                               | Weite, Breite |
| WID-WIO    | When in Doubt – Wait it Out                                                         | im Zweifelsfall abwarten |
| WIE        | With Immediate Effect                                                               | mit sofortiger Wirkung; ab sofort |
| WIG        | Wing in Ground Effect                                                               | Bodeneffektfahrzeug |
| WILCO      | Will Comply (I have received your message, understand it, and will comply with it.) | Wird gemacht; „Ich werde die Anweisung befolgen.“ (Sprechgruppe) – (siehe auch: Flugfunk) |
| WIN        | Winter Period (Central European Time)                                               | Winterperiode (Mitteleuropäische Zeit) |
| WIP        | Work In Progress                                                                    | Durchführung von Arbeiten |
| WISE       | Wing-in-Surface-Effect Ship                                                         | Bodeneffektfahrzeug |
| WKD        | Weekday                                                                             | Werktag |
| WK         | Week                                                                                | Woche |
| WKLY       | Weekly                                                                              | wöchentlich |
| WKN        | Weakening                                                                           | sich abschwächend; schwächer werdend |
| WKNDS      | Weekends                                                                            | an Wochenenden |
| WL         | Waiting List                                                                        | Warteliste |
| WLA        | Wing Load Alleviation System                                                        | (Boeing 747) |
| WM         | Wiring Manual                                                                       | |
| WMO        | World Meteorological Organization                                                   | Weltorganisation für Meteorologie |
| WMSC       | Weather Message Service Center; Weather Message Switching Center                    | |
| WND        | Wind                                                                                | Wind |
| WNG        | Warning                                                                             | Warnung (Himmelsrichtung) |
| WNTRS      | Winters                                                                             | im Winter |
| WNW        | West North West                                                                     | Westnordwest (Himmelsrichtung) |
| WO         | Work Order                                                                          | Arbeitsanweisung |
| W/O; WO    | Without                                                                             | ohne |
| WOC        | Wing Operations Center                                                              | |
| WOCL       | Window of Circadian Low                                                             | 00:02 bis 05:59 Uhr |
| WOW        | Weight on Wheels                                                                    | (Boeing 777) |
| WP         | Waypoint (RNAV)                                                                     | Wegpunkt, Flächennavigationsstreckenpunkt |
| WPT        | Waypoint                                                                            | Wegpunkt (RNAV – Flächennavigation) |
| WR         | Wet Runway                                                                          | nasse Startbahn |
| WRNG       | Warning                                                                             | Warnung |
| WS         | Wind Shear                                                                          | Windscherung (Wetterschlüssel für METAR und TAF) |
| WS         | Wind Direction/Wind Speed                                                           | Windrichtung/Windgeschwindigkeit (Wetterschlüssel für METAR und TAF) |
| WS         | SIGMET, SIGMET Message Identifier                                                   | wichtige Wettermeldung |
| WS         | Wind Shear                                                                          | Windscherung |
| W/S        | Windshield                                                                          | Frontscheibe (im Cockpit) |
| W/S        | Wing Loading                                                                        | Flächenbelastung (Flügel) |
| WSHLD      | Windshield                                                                          | Frontscheibe (im Cockpit) |
| WSFO       | Weather Service Forecast Office, Weather Service Forecast Officer                   | US-amerikanischer Wetterdienst |
| WSHFT      | Wind Shift                                                                          | Windversetzung |
| WSI        | Weather Service Inc., Weather Service Corporation                                   | eine Firma, die Wetterdaten für das Pilotenbriefing zusammenstellt – mit den Marken Pilotbrief™, AVcharts™, Datasuite™, Energycast™, Intellicast™, Mediacast™, NOWrad™, Showfx™, Stormcast™, WeatherProducer™ und WeatherWorkstation™, sowie den Service-Marken Skycast℠, WeatherPRO℠ und „WSI. Weather When It Really Matters.“℠ – siehe: Flugwetter |
| WSO        | Weather Service Office                                                              | US-amerikanischer Wetterdienst |
| WSO        | Weapons System Officer                                                              | Waffensystemoffizier |
| WSPD       | Wind Speed                                                                          | Windgeschwindigkeit |
| WSPS       | Wire Strike Protection System                                                       | |
| WSR        | Wet Snow on Runway                                                                  | nasser Schnee auf der Startbahn |
| WST        | Western Standard Time                                                               | UTC + 8 Std. (Zeitzone) |
| WST        | Convective SIGMET, Convective SIGMET Message Identifier                             | |
| WST        | Wheel Speed Transducer                                                              | wichtige Komponente zur Messung der Rotationsgeschwindigkeit der Räder für das Antiblockiersystem (auch als anti-skid wheel speed transducer bezeichnet) |
| WSW        | West South West                                                                     | Westsüdwest (Himmelsrichtung) |
| WT         | Weight                                                                              | Gewicht |
| WT         | Watertank                                                                           | Wassertank, Wasserturm |
| W/T        | Wireless Telegraphy                                                                 | drahtlose Telegrafie, Telegraphiefunk |
| W/T        | Wind/Temperature                                                                    | Wind/Temperatur |
| WTB        | Wing Tip Brake                                                                      | sie haben die Aufgabe ein ungleichmäßiges oder unkontrolliertes Ausfahren von Slats und Flaps zu verhindern. |
| WT/BAL     | Weight and Balance                                                                  | Weight and Balance |
| WTAI       | Wing Thermal Anti-Ising                                                             | (siehe Flugzeugenteisung) |
| WTRIS      | Wheel To Rudder Interconnect System                                                 | Das „Steuerrad-Ruder Verbindungssystem“ unterstützt den manuellen Kurvenflug, wenn die Hydraulikhauptsysteme ausgeschaltet (ausgefallen) sind und das Hilfs-Hydrauliksystem (Standby-System) eingeschaltet ist. Dabei wird ein kleines Steuersignal durch den „SMYD“ (im Verhältnis zur Steuerradbewegung) auf das Ruder-System gegeben.              |
| WTSPT      | Water Sprout                                                                        | Wasserhose (siehe: Tornado) |
| W/V        | Winddirection and Velocity                                                          | Windrichtung und Windgeschwindigkeit |
| WVML       | Western Vegetarian Meal (Catering Code)                                             | vegetarisches Essen (europäische Art) – siehe: Flugzeugessen |
| WW         |                                                                                     | Windwinkel |
| WW         | Severe Weather Watch Bulletin                                                       | Flugwettervorhersageart |
| W/W        | Wheel Well                                                                          | Fahrwerksschacht – siehe Fahrwerk (Flugzeug) |
| WX         | Weather                                                                             | Wetter |
| WX ASOS    | Weather                                                                             | automatisierte Wetterbeobachtung des Flugplatzes (über Funk abrufbar) |
| WXR        | Weather Radar                                                                       | Wetterradar |
| WX-RADAR   | Wetterradar                                                                         | |
| WYPT ALT   | Waypoint Altitude                                                                   | Höhe des Wegpunktes |

zum Buchstabenanfang – W

### X
(zum nächsten Buchstaben – Y) ... (zum Anfang der Liste)
XB, XC, XD, XF, XH, XI, XM, XN, XO, XP, XQ, XR, XS, XT, XW, XX
| X        | X-Ray                                  | int. Buchstabieralphabet (ICAO-Alphabet) |
| X        | Unknown                                | unbekannt |
| X        | Cross                                  | kreuzen |
| X        | Times                                  | mal |
| X        | Experimental (Aircraft)                | Ein Fluggerät, das aus keiner Serienproduktion stammt (Einzelanfertigung, Versuchsmuster); siehe: Liste von Versuchsflugzeugen; Beispiele des US-Militärs: Bell X-1 und North American X-15 |
| X        | Radar Only Frequency                   | |
| X        | On Request                             | auf Anfrage |
| X        | X-Ray – Closed                         | GAFOR-Wetter-Code für: Bodensicht unter 1,5 km (und/oder) Hauptwolkenuntergrenze unter 500 ft über der Bezugsfläche |
| 1X       | Ausfall eines Triebwerkes              | spezielle Routen und Verfahren für den 1X-Fall |
| 2X       | Ausfall von zwei Triebwerken           | macht nur für Flugzeuge mit mehr als zwei Triebwerken Sinn |
| XBAG     | Excess Baggage                         | Übergepäck |
| X-BAND   | X-Band                                 | 8.000 – 12.000 MHz; siehe: Frequenzband |
| XBAR     | Crossbar (of Approach Lighting System) | |
| X-BLD    | Cross Bleed                            | „Überkreuzbenutzung“ der Zapfluft für den Triebwerksstart, größere zweistrahlige Flugzeuge werden meist mit einem Hilfsaggregat gestartet (APU, ASU); nach dem Start der ersten Turbine wird gelegentlich die zweite Turbine mittels Zapfluft aus der gegenüberliegenden (Crossfeed) Turbine gestartet; bei einem Wiederanlassen eines in der Luft ausgegangenen Triebwerkes (inflight start, air start) reicht meist die Fluggeschwindigkeit, um das stehende Triebwerk im Windstrom (windmilling start) ausreichend schnell für den Startvorgang zu drehen (so dass keine APU oder Ähnliches benötigt wird); ist das Flugzeug jedoch zu langsam, dann braucht das stehende Triebwerk zum Anlassen Zapfluft vom laufenden Triebwerk; bei der B737 NG oder der B777 wird im Cockpit an den Triebwerksinstrumenten (EICAS-Monitor) über der N2-Anzeige für das entsprechende Triebwerk der Hinweis „X-BLD“ eingeblendet, um anzuzeigen, dass das Flugzeug die Grenzen für einen normalen Airstart (inflight start envelope) überschritten hat und für den Triebwerksstart Cross-Bleed-Zapfluft erforderlich ist |
| XC       | Cross Country                          | Überlandflug |
| XCM      | Extra Crew Member                      | zusätzliches Besatzungsmitglied (meist auf dem Jumpseat, evtl. ein Flugtrainer im Cockpit oder ein FAA Line Check Pilot) – auch als Additional Crew Member (ACM) bezeichnet |
| XCOP     | Cancel Coordination Point              | |
| XCPT     | Except                                 | außer |
| XCVR     | Transceiver                            | |
| XDCR     | Transducer                             | Sensor (Sensortechnik) |
| XDUCER   | Transducer                             | Sensor (Sensortechnik) |
| XF       | Experimental Fighter                   | |
| X-FEED   | Crossfeed                              | Überkreuzeinspeisung (von der anderen Seite – Druckluft, Strom, Treibstoff, …) |
| XFER     | Transfer                               | übertragen |
| XFL      | Exit Flight Level                      | |
| XFMR     | Transfer                               | transferieren |
| XFR      | Transfer                               | |
| XFSS     | Auxiliary Flight Service Center        | |
| XHOLD    | Cancel Hold                            | |
| XIFL     | Cancel Intermediate Flight Level       | |
| XIN      | Crossing Intentions                    | |
| XM       | Execution Manager                      | |
| XMET     | Cancel METAR                           | |
| XMISSION | Transmission                           | Übertragung |
| XMIT     | Transmit                               | senden |
| XMITR    | Transmitter                            | Sender |
| Xmits    | Transmits                              | sendet, übermittelt |
| XMNS     | Transmission                           | Übertragung |
| XMTR     | Transmitter                            | Sendeanlage |
| XN       | Intersection                           | Kreuzung, Schnittpunkt |
| XNG      | Crossing                               | kreuzend, überquerend |
| XO       | Executive Officer                      | Erster Offizier (Militär) – der Stellvertreter des Kommandierenden Offiziers (Commanding Officer – CO) und der Zweite in der Befehlskette |
| XPC      | External Power Contractor              | (Boeing 747) |
| XPCT     | Expect                                 | erwarten Sie |
| XPLN     | Cancel Plan                            | |
| XPD      | Transponder                            | Radarantwortsender (siehe: XPDR) |
| XPDR     | Transponder                            | Radarantwortsender; Kunstwort für engl. transmit (senden) und respond (antworten), dient zur Datenübertragung Bord-Boden zu Zwecken der Flugsicherung |
| XPNDR    | Transponder                            | Radarantwortsender |
| XPOND    | Transponder                            | Radarantwortsender |
| XPT      | Exit Point of a Sector                 | |
| XQDM     | Cancel QDM                             | |
| XRES     | Excess Reservation                     | Passagier mit Buchung annulliert |
| XS       | Atmospherics                           | atmosphärische Störungen |
| XSFL     | Cancel Supplementary Flight Level      | |
| XSSR     | Exit SSR                               | (SSR = Secondary Surveillance Radar; Rundsicht-Sekundärradar; Sekundärradar) |
| XST      | Experimental Survivable Testbed        | die DARPA suchte Northrop und Lockheed aus, um einen „Stealth Demonstrator“ – den XST – zu entwerfen. |
| XTK      | Cross Track                            | |
| XTK      | Cross Track Distance                   | |
| XTK      | Cross Track Error                      | |
| XTRK     | Cross Track                            | |
| XTRK     | Cross Track Error                      | |
| XTRK     | Cancel Track                           | |
| XTT      | Cross Track Tolerance                  | |
| XWB      | Extra Wide Body                        | besonders breiter Flugzeugrumpf (siehe: Airbus A350-XWB) |
| XWind    | Crosswind                              | Seitenwind |
| XX       | Canceled                               | Flug gestrichen |
| XX       | Ryan Air                               | |
| XX       | Heavy                                  | schwer (Wetterphänomene – z. B. XXRA – schwerer Regen) |
| XX+      | Very Heavy                             | sehr schwer |

zum Buchstabenanfang – X

### Y
(zum nächsten Buchstaben – Z) ... (zum Anfang der Liste)
YC, YD, YL, YR, YS, YU, YY
| Y    | Yankee                            | int. Buchstabieralphabet (ICAO-Alphabet)                                                                  |
| Y    | Yellow                            | Gelb |
| Y    | Coach Economy Class (IATA)        | Touristenklasse (Buchungsklasse)                                                                          |
| Y    | Year                              | Jahr |
| Y/C  | Economy-Class                     | Touristenklasse (Buchungsklasse)                                                                          |
| YCZ  | Yellow Caution Zone               | gelbe Warnzone der Start- und Landebahn                                                                   |
| YD   | Yards                             | Yard (Längeneinheit)                                                                                      |
| Y/D  | Yaw Damper                        | Gierdämpfer (zur Unterdrückung der Dutch Roll)                                                            |
| YLO  | Yellow                            | gelb – (Wetterschlüssel – Militär – Hauptwolkenuntergrenze 300 ft, Bodensicht 1,6 km) (siehe: Color-Code) |
| YR   | Year                              | Jahr |
| YR   | Your/s                            | ihr |
| YSAS | Yaw Stability Augmentation System | |
| YY   | Year                              | Jahr (zweistelliges Format)                                                                               |
| YYYY | Year                              | Jahr (vierstelliges Format)                                                                               |

zum Buchstabenanfang – Y

### Z
(zum Anfang der Liste)
ZA, ZB, ZE, ZF, ZI, ZK, ZL, ZM, ZN, ZO, ZP, ZT, ZU, ZV, ZZ
| Z    | Zulu                                              | int. Buchstabieralphabet (ICAO-Alphabet) |
| Z    | VHF station marker at NDB                         | |
| Z    | Zulu Time                                         | UTC (koordinierte Weltzeit) – z. B. 2100Z |
| ZA   | South Africa                                      | Südafrika (ISO-Ländercode) |
| ZAGI | (russ.) Централный Аерогидродинамический Институт | Zentrales Aerohydrodynamisches Institut |
| ZB   |                                                   | Zuständigkeitsbereich |
| ZBA  |                                                   | zusätzliche besondere Anweisung für die militärische Flugsicherung |
| ZEL  | Zero Length Launch System                         | Startsystem ohne Startstrecke (noch kürzer, als STOL); F104 startete mit einem Raketentriebwerk aus dem Stand. Das Raketentriebwerk wurde auf einem abgesperrten Platz in Flugplatznähe aufgestellt. So sollte der Start direkt aus dem Flugzeugbunker möglich werden, auch bei zerbombten Flugplätzen. Das sollte die Zweitschlagkapazität der westlichen Luftwaffe gegen den Ostblock erhalten. (Synonyme: ZLL, ZLTO, ZELL) |
| ZELL | Zero Length Launch System                         | Startsystem ohne Startstrecke (noch kürzer, als STOL) (Synonyme: ZLL, ZLTO, ZEL) |
| ZFB  |                                                   | Zentrum für Flugsimulation Berlin GmbH – im Institut für Luft- und Raumfahrt an der Technischen Universität Berlin |
| ZFBO |                                                   | Zivilflugplatzbetriebsordnung (Österreich) |
| ZFCG | Zero Fuel Center of Gravity                       | Schwerpunkt des Luftfahrzeuges bei Zero Fuel Weight (ZFW) |
| ZFM  | Zero Fuel Mass                                    | Gewicht des Luftfahrzeuges aus DOM (Dry Operating Mass) plus Payload (Nutzlast), also Passagiere und/oder Fracht aber ohne Treibstoff |
| ZFW  | Zero Fuel Weight                                  | siehe ZFM |
| ZIF  | Zero Insertion Force                              | elektrische Verbindung über „Zero Insertion Force“ Kontakte |
| ZKP  | Central Strip Printing                            | zentraler Korrekturplatz (DFS) |
| ZKSD | Central Strip Printing                            | zentraler Kontrollstreifendruck (DFS) |
| ZLL  | Zero Length Launch System                         | Startsystem ohne Startstrecke (noch kürzer, als STOL) (Synonyme: ZLTO, ZEL, ZELL) |
| ZLLV |                                                   | Zivilluftfahrzeuge- und Zivilluftfahrtgeräteverordnung (Österreich) |
| ZLTO | Zero Length Take-Off System                       | Startsystem ohne Startstrecke (noch kürzer, als STOL)(Synonyme: ZLL, ZEL, ZELL) |
| ZLW  | German Journal of Air and Space Law               | Zeitschrift für Luft- und Weltraumrecht |
| ZLZV |                                                   | Lärmzulässigkeitsverordnung (Österreich) |
| ZM   | Zone Marker                                       | Teil eines UKW-Fächerfunkfeuers |
| ZMU  | Zone Power Management Unit                        | (Boeing) |
| ZNY  | New York Air Route Traffic Control Center         | |
| ZOC  | Zone of Convergence                               | |
| ZOE  | Zone d’Echange                                    | |
| ZPC  | Zone Power Converter                              | |
| ZT   | Zone Time                                         | |
| ZTL  | Twin-Spool Turbofan Engine                        | Zweistrom-Turbinen-Luftstrahltriebwerk – spezielle (heute meistverbreitete) Form des Strahltriebwerks mit Trennung von Kern- (heiß) und Mantelstrom (kalt); Zweikreis-Turbinenluftstrahltriebwerk |
| Zulu | Zulu Time                                         | Greenwich Mean Time (GMT) oder Universal Time Coordinated (UTC); Weltzeit |
| ZVF  |                                                   | Zivilflugplatzordnung (Österreich) |
| ZVF  | Zero Velocity Filter                              | |
| ZZ   |                                                   | ZZ-Verfahren (1930 – bodengestütztes Instrumentenlandeverfahren) |

zum Buchstabenanfang – Z ... (zum Anfang der Liste)
zum Buchstaben A